# Liste de personnalités nées à New York

Cette liste non exhaustive répertorie les personnalités nées à New York, dans l'État de New York, États-Unis, en suivant un classement par ordre chronologique. Pour chaque personnalité sont donnés le nom, l'année de naissance, l'année de décès le cas échéant, précision du quartier et la qualité ou profession.
Vous pouvez vous aidez de la Catégorie:Naissance à New York.

## XVIIIesiècle

### 1720-1729
- William Alexander (en) (1726-1783), Général de division pendant la Guerre d'indépendance des États-Unis[1],[2] ;

### 1770-1779
- Alexander Anderson (1775-1870), illustrateur[1] ;

### 1780-1789
- Martin Van Buren (1782-1862), homme d'État américain, huitième président des États-Unis;

### 1790-1800

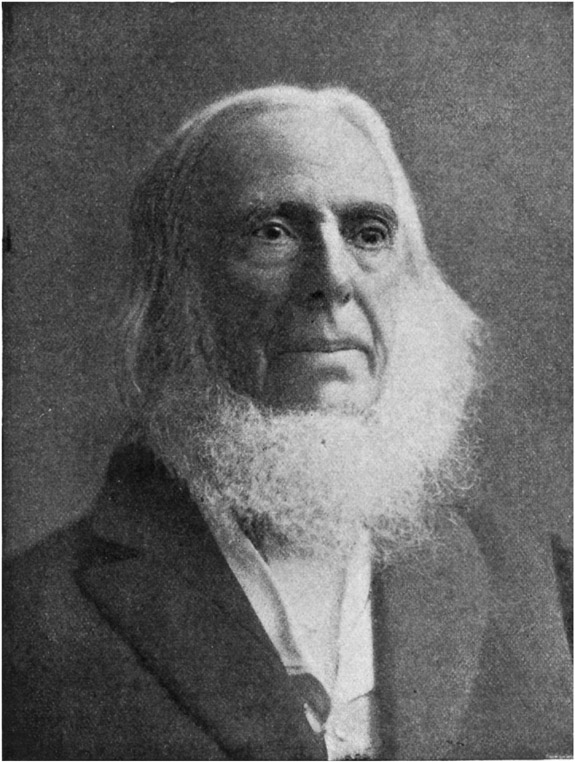
Peter Cooper (1791)

- Peter Cooper (1791-1883), industriel, inventeur et philanthrope ;
- William Backhouse Astor Sr. (1792-1875), homme d'affaires[3] ;

## XIXesiècle

### 1801-1809
- Eliza Agnew (1807-1883), missionnaire presbytérienne[1],[4] ;
- Ira Aldridge (1807-1867), acteur de théâtre dont les 4 filles furent musiciennes[1],[5].

### 1810-1819
- Thomas Crawford (1814-1857), sculpteur ;
- Garnett Adrain (1815-1878), membre de la Chambre des représentants des États-Unis[1]

### 1820-1829
- Schuyler Colfax (1823-1885), 17e vice-président des États-Unis ;
- George William Curtis (1824-1892), écrivain et journaliste ;
- Frank Chanfrau (en) (1824-1884), acteur et directeur de théâtre, d'origine française ;
- Mary Walton (1827-?), ingénieure américaine ;
- John Henry Cornell (de) (1828-1894), organiste et compositeur ;

### 1830-1839

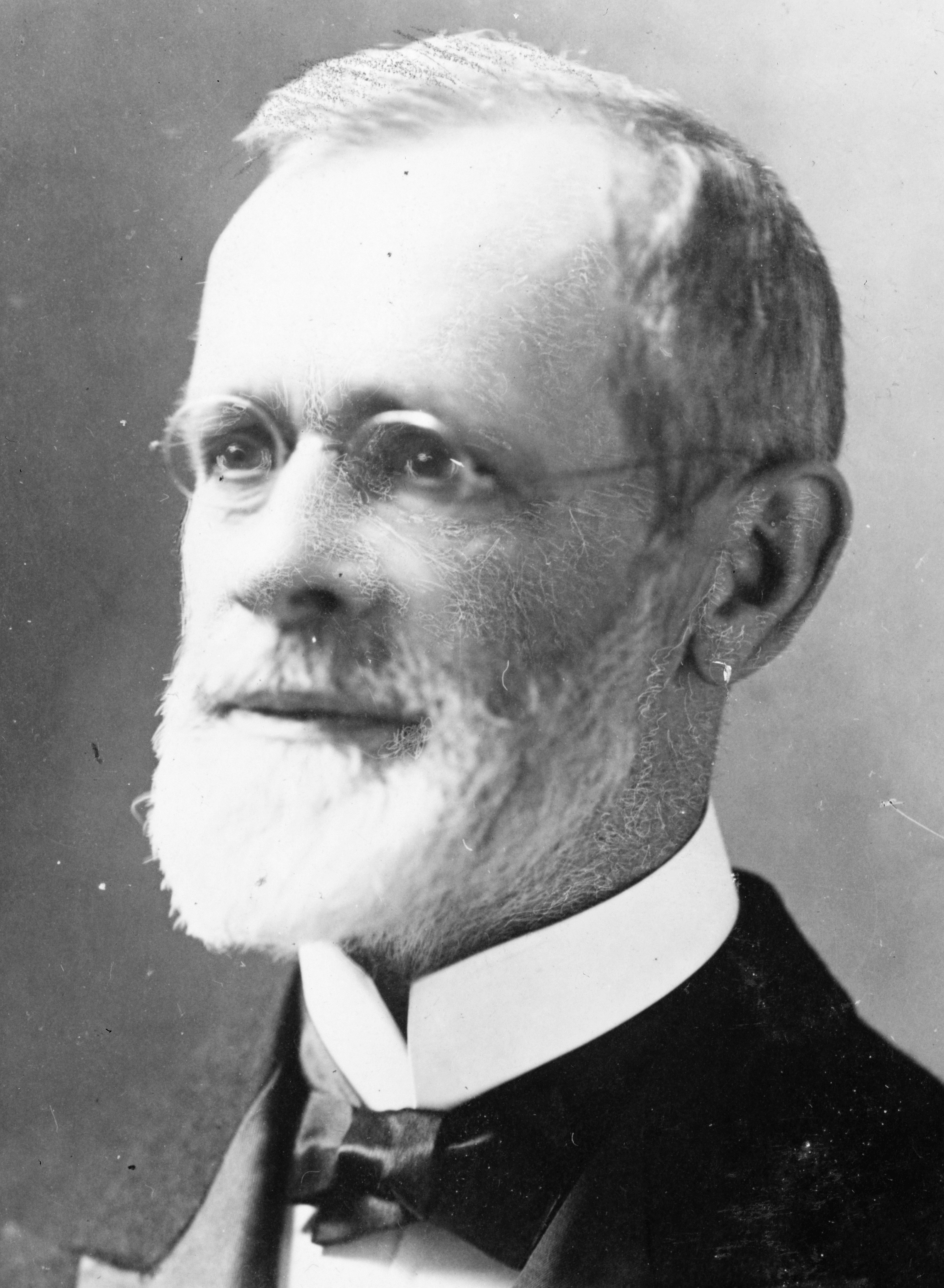
Cleveland Abbe (1838)

- Cornelius Rea Agnew (1830-1888), physicien[1],[6] ;
- Cleveland Abbe (1838-1916), géologiste et météorologiste[7] ;

### 1840–1849
- John White Chadwick (1840-1904), théologien et écrivain ;
- James Gordon Bennett junior (1841–1918), homme de presse ;
- James Creighton Jr. (1841–1862), joueur de baseball (lanceur)[8] ;

### 1850-1859
- William Bliss Baker (1859-1886), peintre de mouvement réaliste ;
- Charlotte E. Ray (1850-1911), première avocate afro-américaine ;

### 1860-1869
- Anne Revere Aldrich (1866-1892), poète et écrivain[1] ;

### 1870-1879

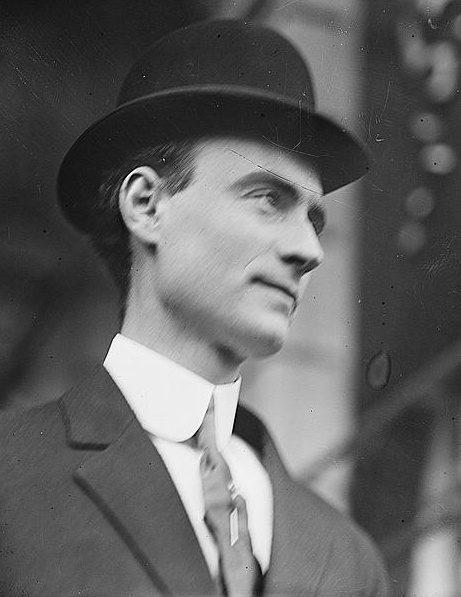
John Purroy Mitchel (1879)

- Benjamin N. Cardozo (1870-1938), avocat et juriste[9] ;
- Oliver Campbell (1871 à Brooklyn-1953), joueur de tennis, vainqueur de l'US Open de 1890 à 1892 ;
- Francis Burton Harrison (1873-1957), homme politique ;
- Natalie Curtis (1875-1921), écrivaine et compositrice ;
- William Beebe (1877-1962), naturaliste, explorateur et écrivain ;
- Malcolm Whitman (1877-1932), joueur de tennis ;
- Holcombe Ward (1878-1967), joueur de tennis ;
- John Purroy Mitchel (1879-1918), maire de New York de 1914 à 1917.

### 1880-1889
- Burrill Bernard Crohn (1884-1983), gastro-entérologue qui donna son nom à la maladie de Crohn ;
- William Reeves Easton (1886-1956), acteur, producteur, réalisateur et scénariste ;

### 1890–1900

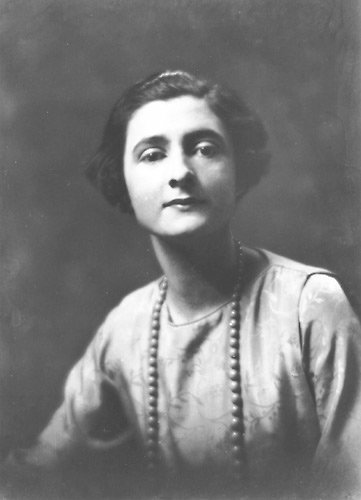
Mercedes de Acosta (1893)

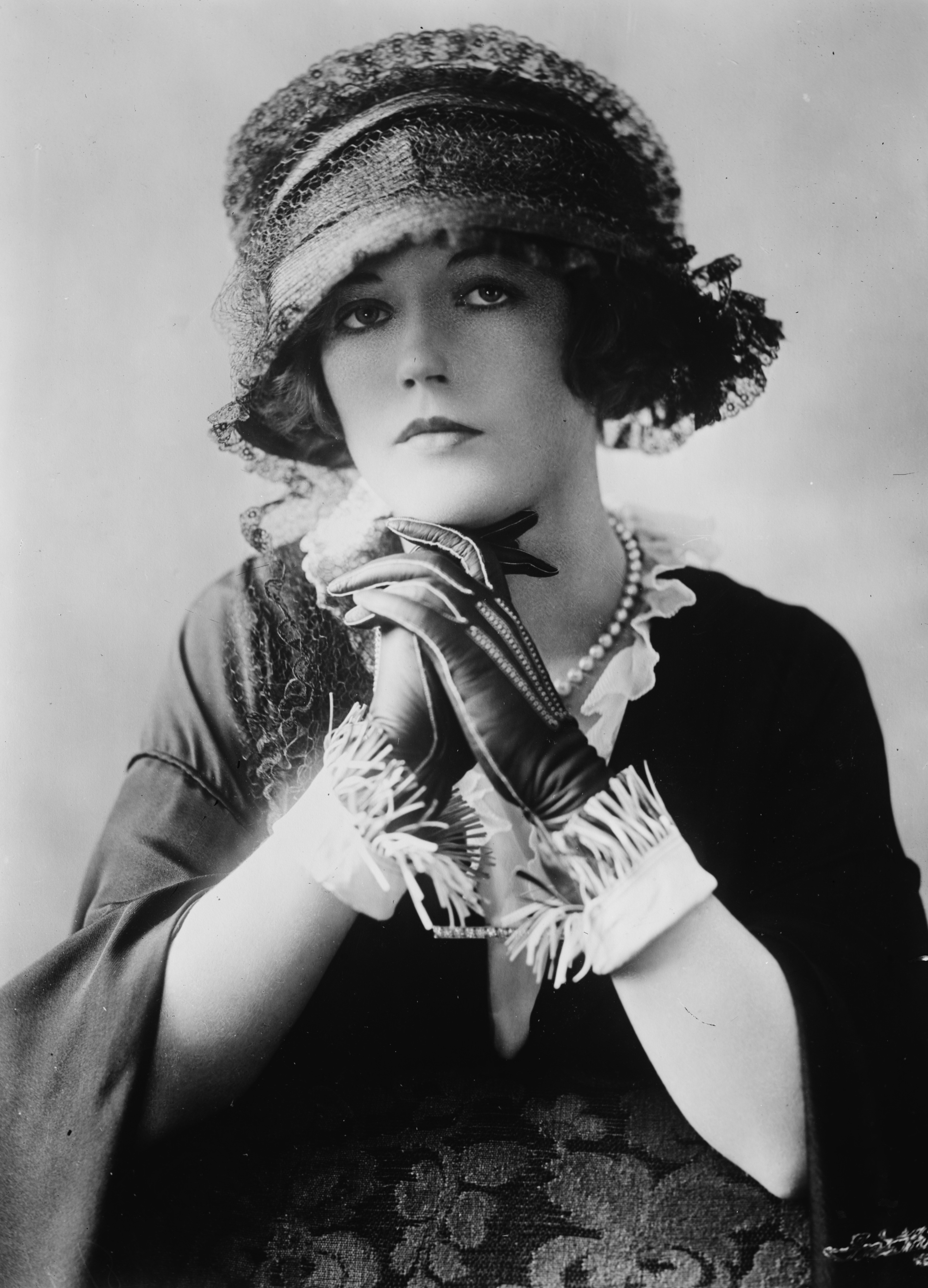
Marion Davies (1897)

- Groucho Marx (1890–1977), comédien ;
- Sam Jaffe (1891–1984), acteur ;
- Mercedes de Acosta (1893–1968), poétesse et artiste ;
- Mae West (1893–1980), actrice ;
- Francis Hunter (1894–1981), joueur de tennis ;
- Watson Washburn (1894–1973), joueur de tennis ;
- George Burns (1896–1996), comédien de vaudeville ;
- Lepke Buchalter (1897–1944), mafieux ;
- Marion Davies (1897 à Brooklyn–1961), actrice et productrice de cinéma ;
- Art Baker (1898–1966), acteur ;
- Shirley Booth (1898–1992), actrice ;
- Van Nest Polglase (1898 à Brooklyn–1968), directeur artistique et décorateur de cinéma ;
- Humphrey Bogart (1899–1957), acteur ;
- James Cagney (1899–1986), acteur, oscar du meilleur acteur en 1942 ;
- Al Capone (1899 à Brooklyn–1947), gangster surnommé Scarface, parrain de la mafia de Chicago de 1925 à 1932 ;
- George Cukor (1899–1983), réalisateur ;
- Aaron Copland (1900 à Brooklyn–1990), compositeur ;
- Pauline Newman (syndicaliste) 1890-1986

## XXesiècle

### 1901-1909

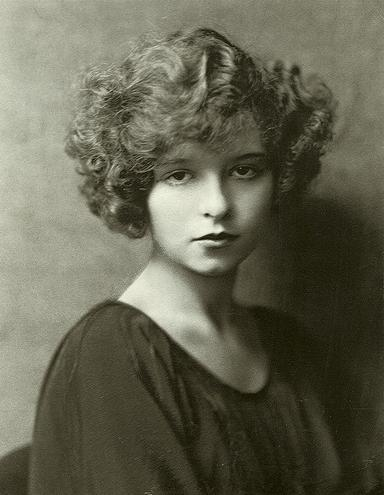
Clara Bow (1905)

- George Tobias (1901-1980), acteur et compositeur ;
- John Sherwood (1903-1959), réalisateur ;
- Margaret Bourke-White (1904 dans le Bronx-1971), photographe et journaliste ;
- Lillian Copeland (1904-1964), athlète de lancers ;
- Clara Bow (1905-1965), actrice ;
- James J. Braddock (1905 à Hell's Kitchen-1974), boxeur ;
- Gale Gordon (1906-1995), acteur ;
- Paul Creston (1906-1985), compositeur de musique classique ;
- Kent Smith (1907-1985), acteur ;
- Benny Carter (1907-2003), saxophoniste, trompettiste, tromboniste, pianiste, chanteur, arrangeur, compositeur et chef d'orchestre de jazz ;
- Barbara Stanwyck (1907-1990), actrice ;
- Abraham Maslow (1908 à Brooklyn-1970), psychologue ;
- Buddy Adler (1909-1960), producteur, scénariste et acteur ;

### 1910-1919

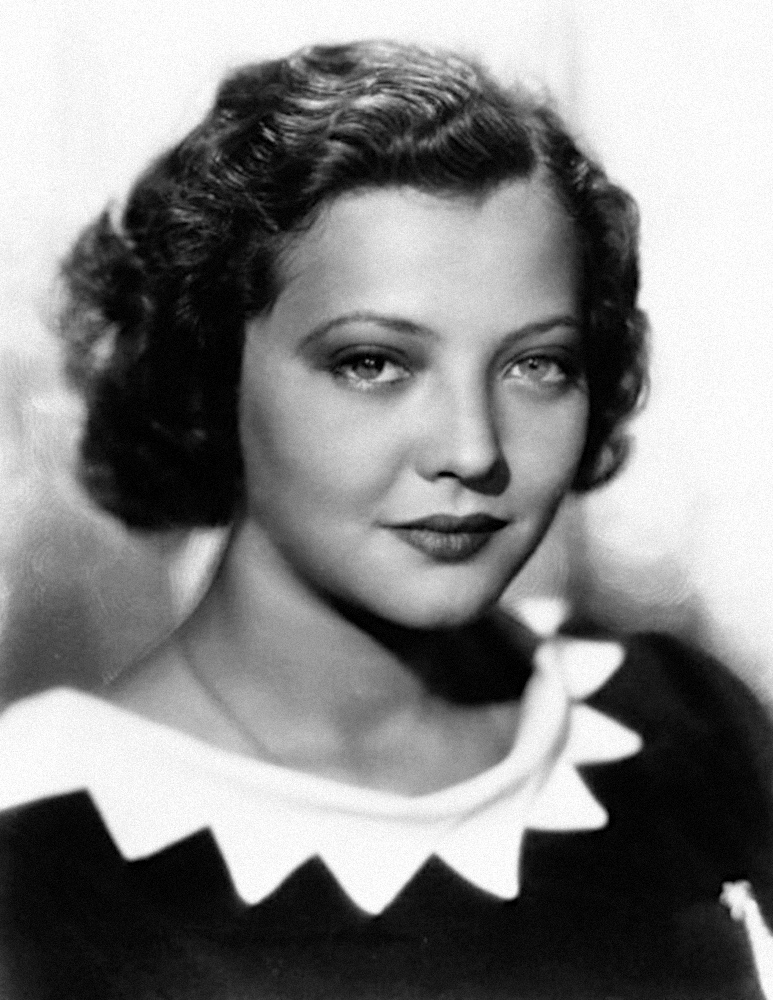
Sylvia Sidney (1910)

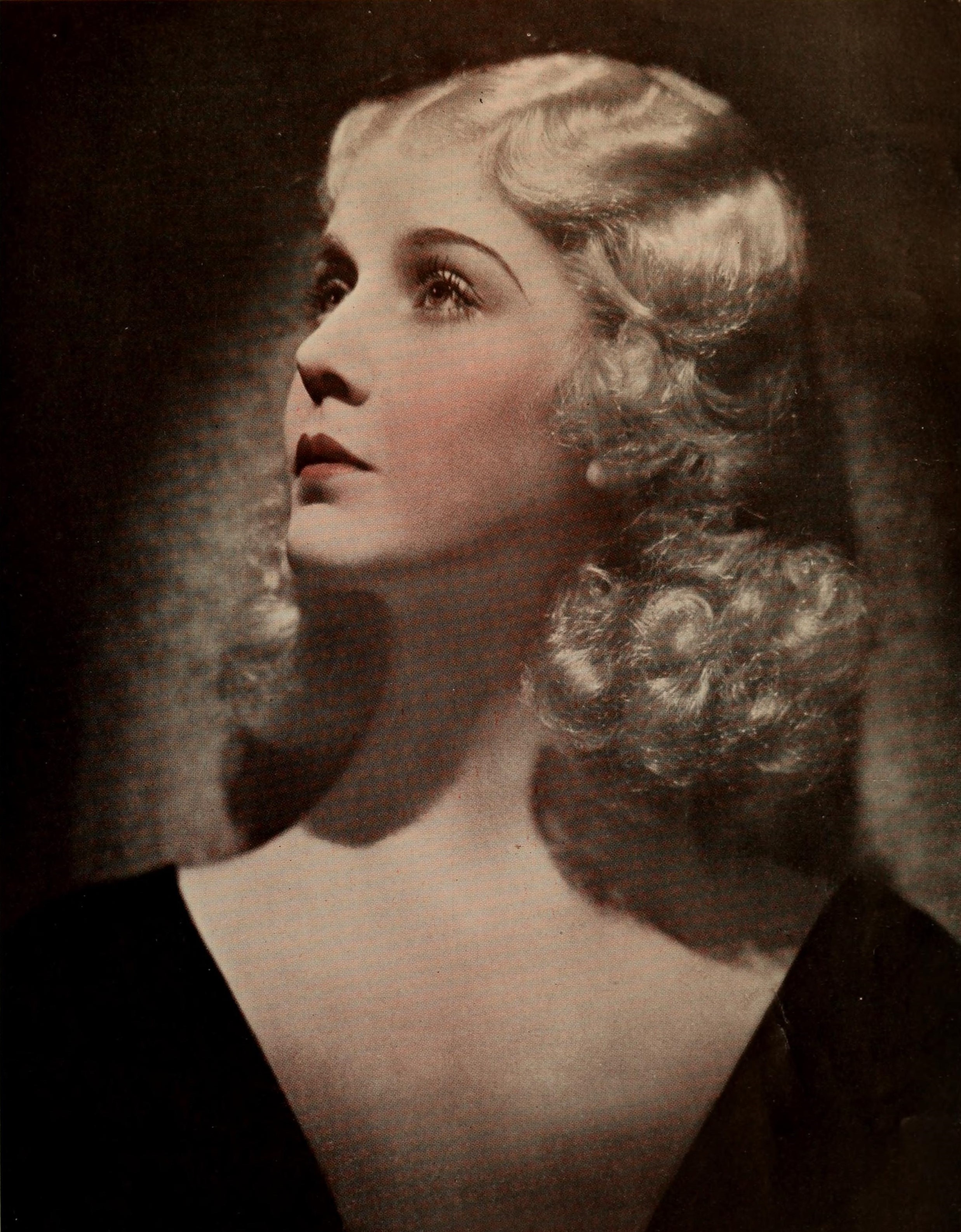
Anita Louise (1915)

- Sylvia Sidney (1910-1999), actrice ;
- Carmine Coppola (1910-1991), écrivain et compositeur, père de Francis Ford Coppola ;
- Lee J. Cobb (1911-1976), acteur ;
- Gardner Fox (1911-1986), écrivain et scénariste ;
- Danny Kaye (1911-1987), chanteur et acteur ;
- Milton Friedman (1912-2006), économiste ;
- Carmen Cavallaro (1913-1989), pianiste ;
- Noah Beery Jr. (1913-1994), acteur ;
- Stanley Kramer (1913-2001), producteur et réalisateur ;
- Burt Lancaster (1913-1994), acteur et réalisateur ;
- Jonathan Harris (1914 à Brooklyn-2002), acteur ;
- Leo Klatzkin (1914-1992), compositeur ;
- Walter Brooke (1914-1986), acteur ;
- William Lundigan (1914-1975), acteur ;
- William Castle (1914-1977), acteur, réalisateur et producteur de cinéma ;
- Norman Cazden (de) (1914-1980), compositeur ;
- Flip Phillips (1915 à Brooklyn-2001), clarinettiste et saxophoniste alto et ténor de jazz ;
- Barbara Pepper (1915-1969), actrice ;
- Anita Louise (1915-1970), actrice ;
- Eli Wallach (1915-2014), acteur ;
- Bill Williams (1915 à Brooklyn-1992), acteur ;
- Simon Oakland (1915-1983), acteur ;
- Phil Rizzuto (1916 à Brooklyn-2007), joueur de baseball ;
- Sandra Gould (1916 à Brooklyn-1999), actrice ;
- Jackie Gleason (1916 à Brooklyn-1987), acteur, compositeur, producteur, scénariste et réalisateur ;
- Irwin Allen (1916-1991), réalisateur, producteur et scénariste ;
- Red Auerbach (1917 à Brooklyn-2006), entraîneur de basket-ball ;
- June Allyson (1917 à Bronx-2006) actrice ;
- John Celardo (1917 à Staten Island-2012), dessinateur ;
- Susan Hayward (1917-1975), actrice ;
- Ross Elliott (1917 dans le Bronx-1999), acteur ;
- Barry Commoner (1917 à Brooklyn-2012), biologiste ;
- Lloyd Cutler (en) (1917-2005), avocat ;
- Robert Merrill (1917 à Brooklyn-2004), baryton ;
- Isabel Sanford (1917-2004), actrice ;
- Lewis Nixon (1918-1995), officier de la 101e division aéroportée, vétéran de la bataille de Normandie ;
- Efrem Zimbalist II (1918-2014), acteur ;
- Allan Arbus (1918-2013), acteur (mari de Diane Arbus) ;
- Rita Hayworth (1918 à Brooklyn-1987), actrice et danseuse ;
- Jeff Chandler (1918 à Brooklyn-1961), acteur ;
- Mickey Spillane (1918 à Brooklyn-2006), écrivain de romans policiers, notamment de la série Mike Hammer ;
- Hugh L. Carey (1919 à Brooklyn-2011), gouverneur de New York[10] ;
- William Copley (1919-1996), peintre ;
- Don Cornell (en) (1919-2004), chanteur ;
- Gene Barry (1919-2009), acteur et producteur ;

### 1920-1929

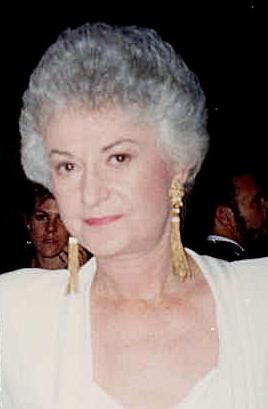
Beatrice Arthur (1922)

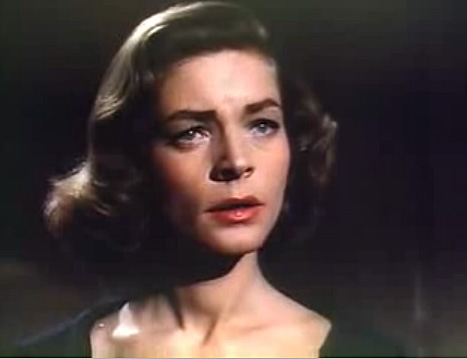
Lauren Bacall (1924)

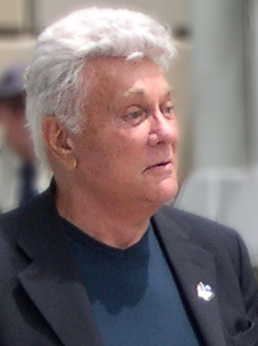
Tony Curtis, photo de 2004 (1925)

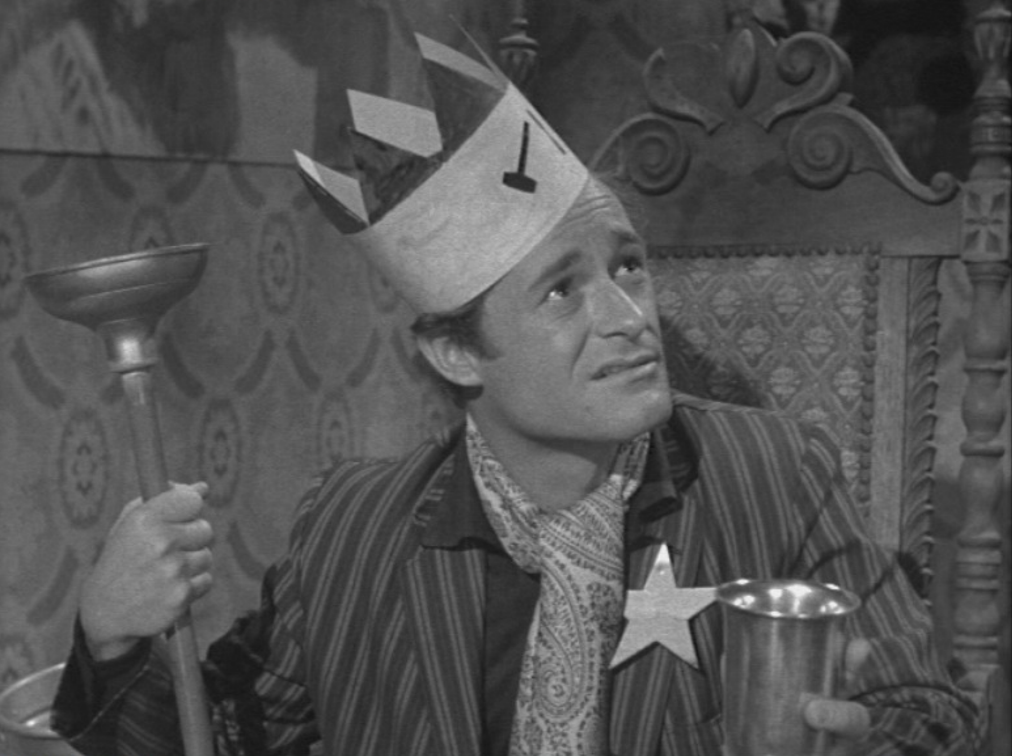
Dick Miller (1928)

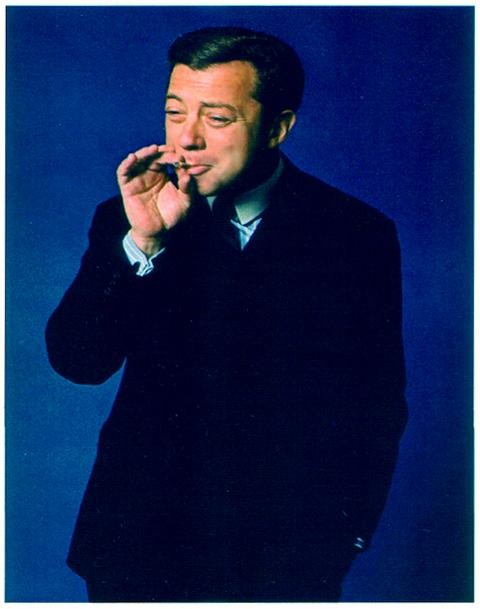
Cy Coleman (1929)

- Ray Abrams (1920-1992), saxophoniste ténor, frère de Lee Abrams ;
- Red Holzman (1920-1998), ancien joueur puis entraineur de basket-ball ;
- Mickey Rooney (1920 à Brooklyn-2014), acteur, réalisateur, producteur et scénariste et compositeur ;
- Jack Lord (1920-1998), acteur, réalisateur et producteur ;
- Kenneth Arrow (1921-2017), économiste, prix "Nobel" d'Économie en 1972 ;
- Samuel T. Cohen (1921 à Brooklyn-2010), physicien, incenteur de la bombe à neutrons ;
- Dan Frazer (1921-2011), acteur ;
- Don Diamond (1921 à Brooklyn-2011), acteur ;
- Judy Holliday (1921-1965), actrice ;
- Harry Landers (1921-2017), acteur ;
- Terence Cooke (1921-1983), cardinal de l'archidiocèse de New York ;
- Chuck Connors (1921 à Brooklyn-1992), acteur ;
- Abe Vigoda (1921-2016), acteur ;
- Barbara Bel Geddes (1922-2005), actrice ;
- David Kenyon Webster (1922-1961), journaliste et écrivain ;
- Cecil Payne (1922 à Brooklyn-2007), saxophonistede jazz ;
- Paul Picerni (1922-2011), acteur ;
- Beatrice Arthur (1922-2009), actrice ;
- Don Adams (1923-2005), acteur, scénariste, réalisateur et producteur de cinéma ;
- Constance Ford (1923-1993), actrice ;
- Estelle Getty (1923-2008), actrice ;
- Diane Arbus (1923-1971), photographe (femme d'Allan Arbus) ;
- Maria Callas (1923-1977), cantatrice soprano ;
- Paddy Chayefsky (1923 dans le Bronx-1981), scénariste ;
- Joseph Heller (1923 à Brooklyn-1999), écrivain ;
- Daniel Casriel (de) (1924-1983), médecin en psychiatrie et psychanalyse ;
- George Savalas (1924-1985), acteur ;
- Joseph Campanella (1924-2018), acteur ;
- Lee Marvin (1924-1987), acteur ;
- Guy Williams (1924-1989), acteur ;
- Shirley Chisholm (1924 à Brooklyn-2005), femme politique, première femme noire élue au congrès des États-Unis ;
- Lauren Bacall (1924-2014), actrice ;
- Carroll O'Connor (1924-2001), acteur, scénariste, producteur, compositeur et réalisateur ;
- Robert Solow (1924 à Brooklyn-2023), économiste ayant reçu le prix "Nobel" d'Économie en 1987 ;
- Louis Jolyon West (1924 à Brooklyn-1999), psychiatre ;
- Al Cohn (1925 à Brooklyn-1988), saxophoniste ténor, arrangeur et compositeur de Jazz ;
- June Lockhart (né en 1925), actrice ;
- Lee Abrams (1925-1992), batteur de jazz, frère de Ray Abrams ;
- Adele Addison (née en 1925), chanteuse d'opéra soprano ;
- Tony Curtis (1925-2010), acteur et producteur de cinéma ;
- George Kennedy (1925-2016), acteur et écrivain ;
- Sammy Davis, Jr. (1925 à Harlem-1990), danseur, chanteur, comédien, impressionniste et musicien ;
- Mel Brooks (né en 1926 à Brooklyn), réalisateur, acteur, scénariste, compositeur et producteur ;
- Murray Louis (1926 à Brooklyn-2016), danseur, chorégraphe et pédagogue ;
- Val Bisoglio (1926-2021), acteur ;
- Randy Weston (1926 à Brooklyn-2018), musicien, compositeur et pianiste de jazz ;
- Ross Lowell (1926-2019) inventeur, photographe, directeur de la photographie;
- Mary Higgins Clark (1927-2020), écrivaine de roman policier et de roman à suspense ;
- Ahmed Abdul Malik (1927 à Brooklyn-1993), contrebassiste de jazz ;
- Harry Belafonte (1927-2023), chanteur et acteur ;
- William Daniels (né en 1927 à Brooklyn), acteur et réalisateur ;
- Lee Grant (née en 1927), actrice, réalisatrice et scénariste ;
- Peter Falk (1927-2011), producteur et acteur ;
- Bob Cousy (né en 1928), ancien joueur de basket-ball ;
- Dick Miller (1928 dans le Bronx-2019), acteur, réalisateur et scénariste ;
- Dolph Schayes (1928-2015), ancien joueur de basket-ball ;
- Patrick McGoohan (1928 à Astoria-2009), acteur, scénariste et réalisateur ;
- Stanley Kubrick (1928 à Manhattan-1999), réalisateur, photographe, scénariste et producteur ;
- Martin Landau (1928-2017), acteur ;
- Vince Edwards (1928 à Brooklyn-1996), acteur et réalisateur ;
- Hubert Selby (1928 à Brooklyn-2004), écrivain ;
- Anthony Franciosa (1928-2006), acteur ;
- John Cassavetes (1929-1989), acteur, scénariste et réalisateur ;
- Marvin J. Chomsky (1929-2022), réalisateur et producteur de cinéma ;
- Cy Coleman (1929-2004), compositeur de Jazz ;
- Vic Morrow (1929 dans le Bronx-1982), acteur ;

### 1930-1939

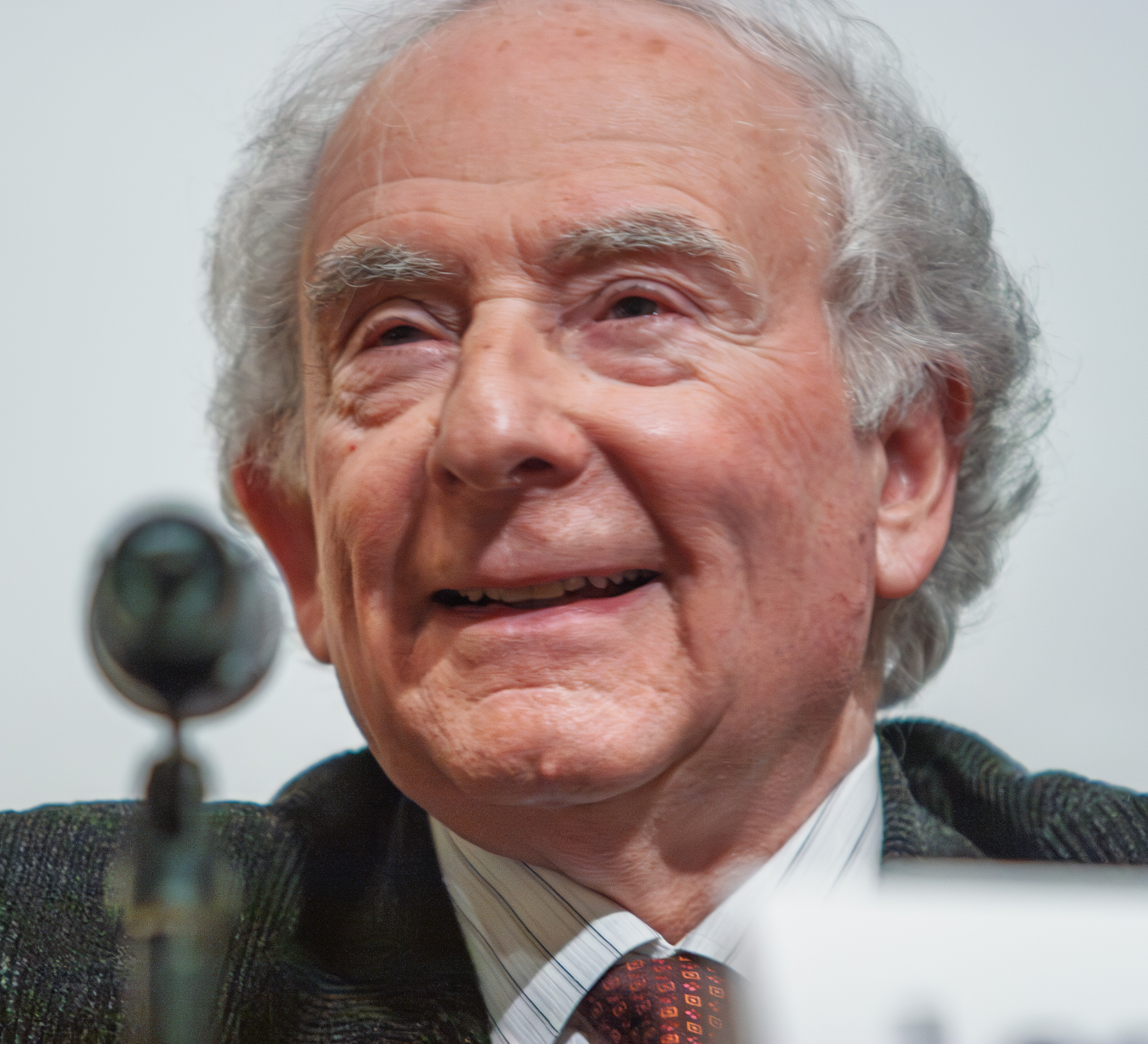
Leon Neil Cooper (1930)

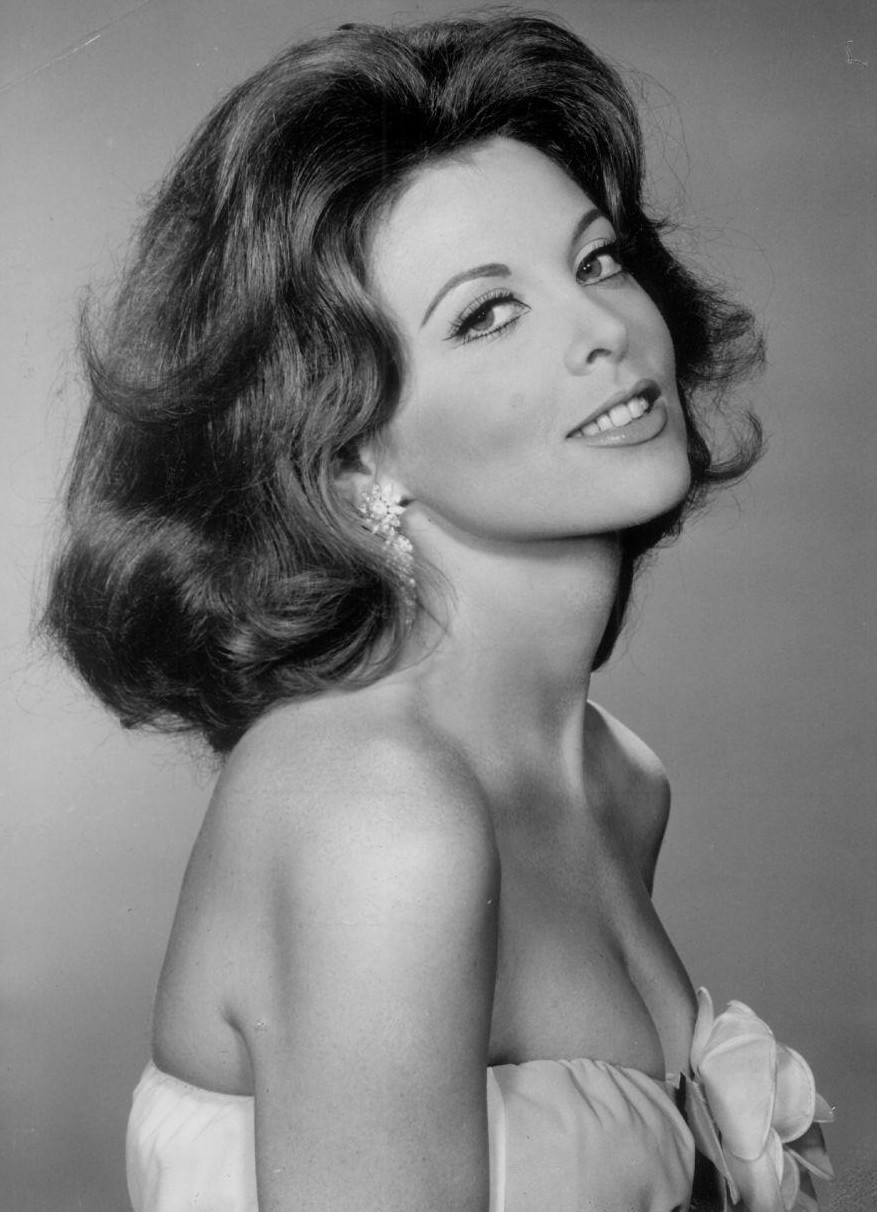
Tina Louise (1934)

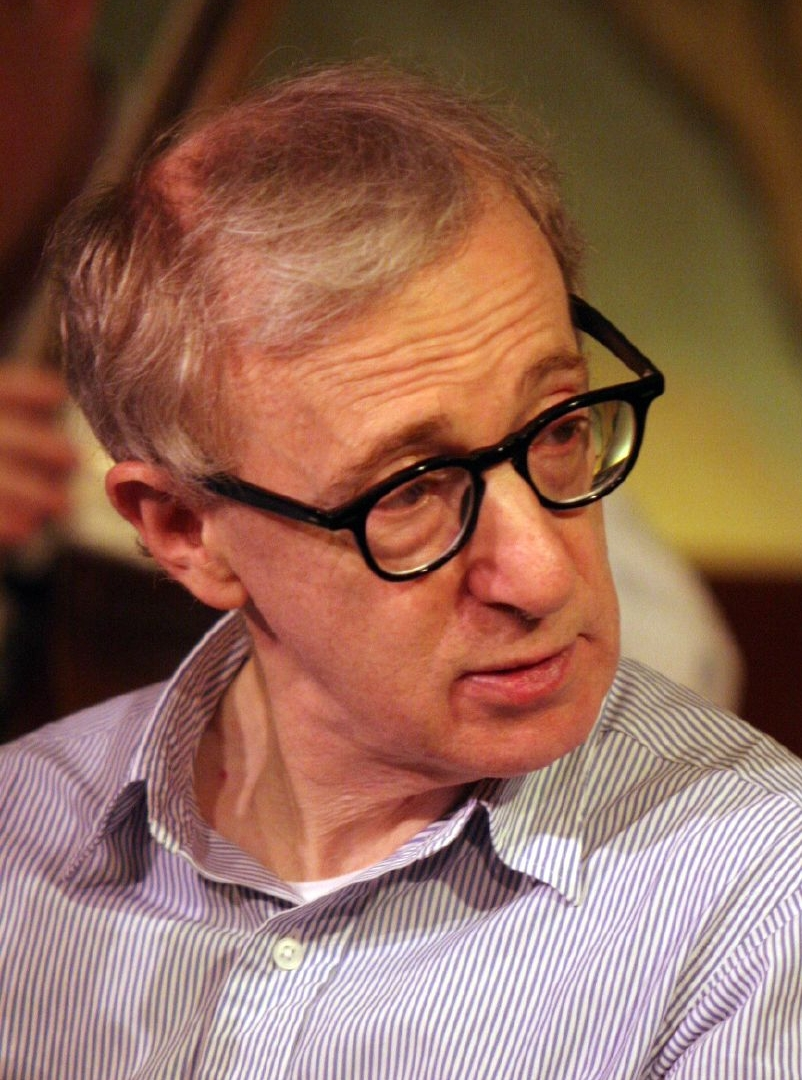
Woody Allen (1935)

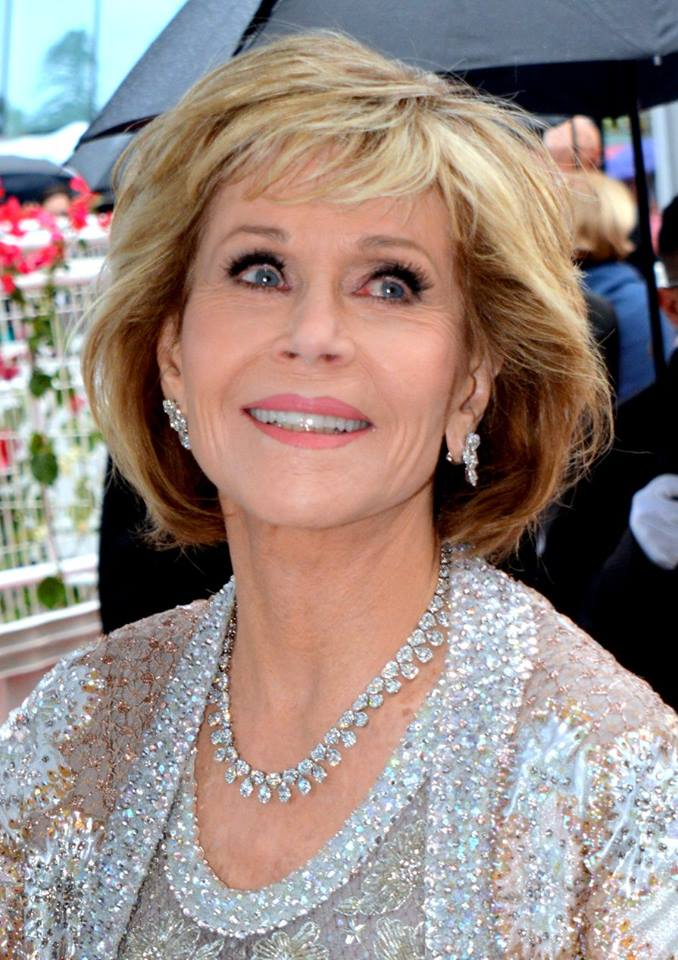
Jane Fonda (1937)

- Leon Neil Cooper (né en 1930), physicien ayant reçu le prix Nobel de physique en 1972 ;
- Vic Tayback (1930-1990), acteur et réalisateur ;
- Gavin MacLeod (1931-2021), acteur ;
- John Kerr (1931-2013), acteur et avocat ;
- Patricia Breslin (1931-2011), actrice ;
- Charles Nelson Reilly (1931-2007), acteur et metteur en scène ;
- Ivan Dixon (1931-2008), acteur ;
- Anne Bancroft (1931 au Bronx-2005), actrice et réalisatrice ;
- Grant Williams (1931-1985), acteur ;
- Mario Cuomo (1932 au Queens-2015), 52e gouverneur de New York ;
- Meir Kahane (1932-1990), rabbin et homme politique ;
- Robert Vaughn (1932-2016), acteur ;
- Gardner McKay (1932-2001), acteur ;
- Richard Mulligan (1932-2000), acteur ;
- Anthony Perkins (1932-1992), acteur ;
- Danny Aiello (1933-2019), acteur ;
- Nicholas Georgiade (1933-2021), acteur ;
- Bernie Kopell (né en 1933), acteur ;
- Joan Rivers (1933-2014), actrice et animatrice de télévision ;
- Edd Byrnes (1933-2020), acteur ;
- Adolph Caesar (1933 à Harlem-1986), acteur ;
- Louis Farrakhan (né en 1933 dans le Bronx), prédicateur ;
- Alan Arkin (1934-2023), acteur, réalisateur, scénariste, producteur, écrivain, et compositeur ;
- James Drury (1934-2020), acteur ;
- Tina Louise (née en 1934), actrice ;
- Robert George Wilmers (1934 -2017), banquier milliardaire américain ;
- Woody Allen (né en 1935 à Brooklyn), acteur, scénariste, réalisateur et clarinettiste de jazz ;
- Sugar Pie DeSanto (née en 1935), chanteuse
- Diahann Carroll (1935-2019), actrice et chanteuse ;
- Troy Donahue (1936-2001), acteur ;
- Alan Alda (né en 1936), acteur, écrivain, réalisateur et politique ;
- Louis Gossett Jr., (né en 1936 à Brooklyn) acteur américain ;
- Bobby Darin (1936 dans le Bronx-1973), artiste de variétés ;
- Don DeLillo (né en 1936 dans le Bronx), écrivain ;
- Mort Shuman (né en 1936 à Brooklyn-1991), compositeur, chanteur et acteur ;
- Mary Tyler Moore (1936 à Brooklyn-2017), actrice, productrice et réalisatrice ;
- Michael Landon (1936 à Forest Hills-1991), acteur, scénariste, réalisateur et producteur ;
- Dave Van Ronk (1936 à Brooklyn-2002), chanteur de blues et de folk ;
- George Carlin (1937-2008), humoriste, acteur et scénariste ;
- Colin Powell (né en 1937 à Harlem), général et homme politique, ancien chef d'État-Major des Armées et Secrétaire d'État des États-Unis ;
- Jane Fonda (née en 1937), actrice et productrice ;
- Jed Allan (né en 1937), acteur ;
- Gene Scott (1937-2006), joueur de tennis ;
- Jack Nicholson (né en 1937), acteur, réalisateur et scénariste ;
- Erich Segal (1937 à Brooklyn-2010), scénariste et acteur ;
- John Corigliano (né en 1938), compositeur de musique classique ;
- Joe Dassin (1938-1980), chanteur, compositeur et écrivain ;
- Charlie Brill (né en 1938 à Brooklyn), acteur ;
- Bernard Madoff (1938-2021), financier et escroc ;
- Alan Dershowitz (né en 1938 à Brooklyn), essayiste, professeur de droit à Harvard et avocat ;
- Connie Stevens (née en 1938 à Brooklyn), actrice et chanteuse ;
- Jeff Barry (né en 1939), compositeur, chanteur et Producteur de musique[11] ;
- Peter Camejo (1939-2008), homme d'affaires, militant politique, écologiste et écrivain[12] ;
- Michael Cimino (né en 1939), réalisateur, scénariste et producteur de cinéma ;
- Clarence Williams III (né en 1939), acteur ;
- Harvey Keitel (né en 1939 à Brooklyn), acteur ;
- Stephen Dwoskin (1939 à Brooklyn-2012), cinéaste d'origine russe ;
- Ralph Lauren (né en 1939 dans le Bronx), styliste ;

### 1940-1949

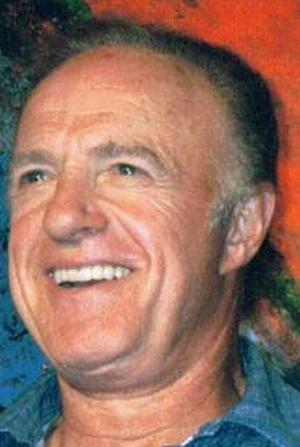
James Caan (1940)

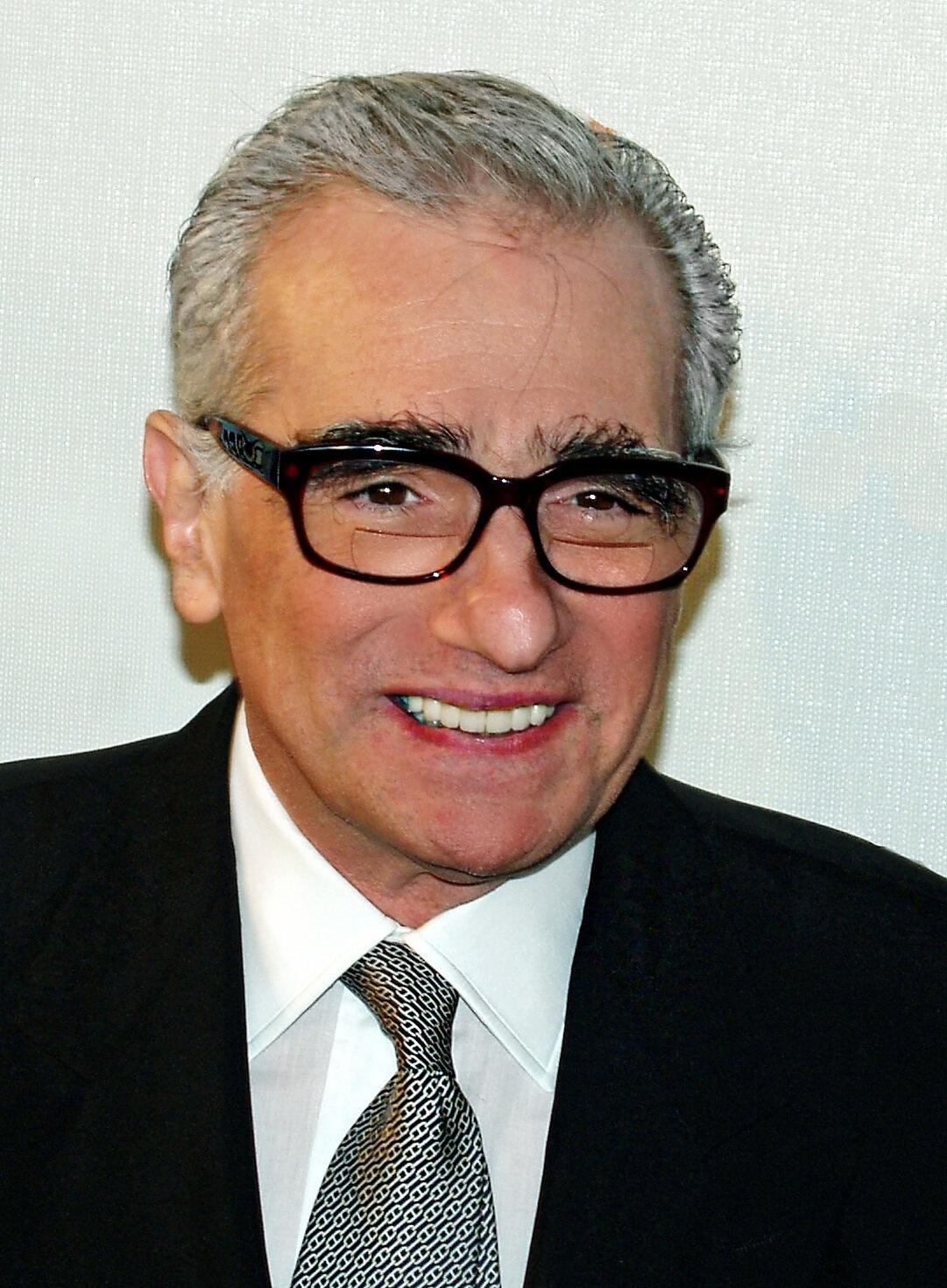
Martin Scorsese (1942)

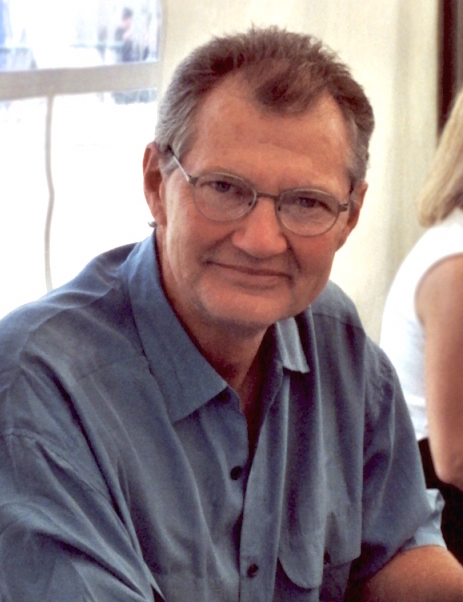
Andrew Robinson (1942)

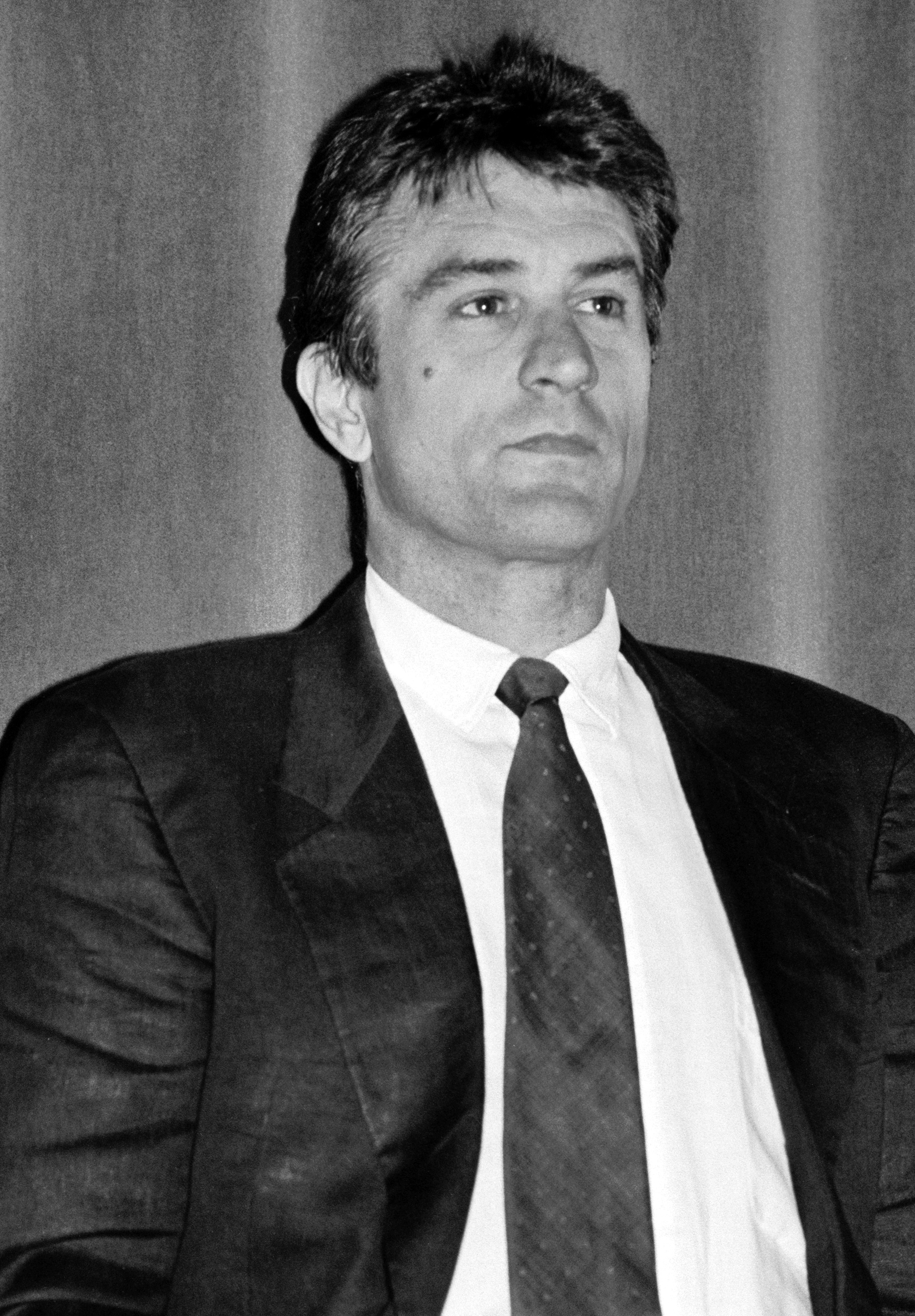
Robert De Niro (1943)

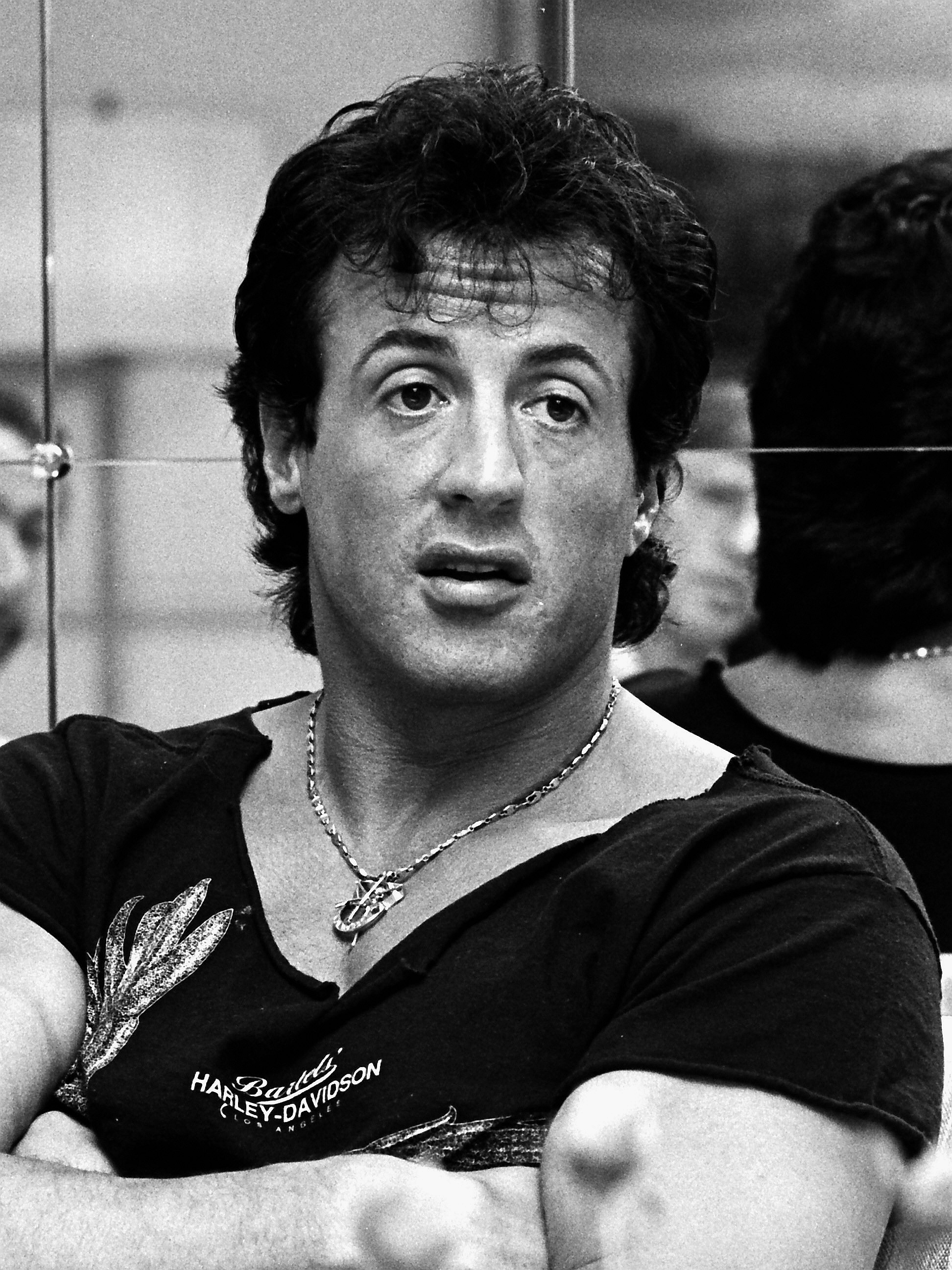
Sylvester Stallone (1946)

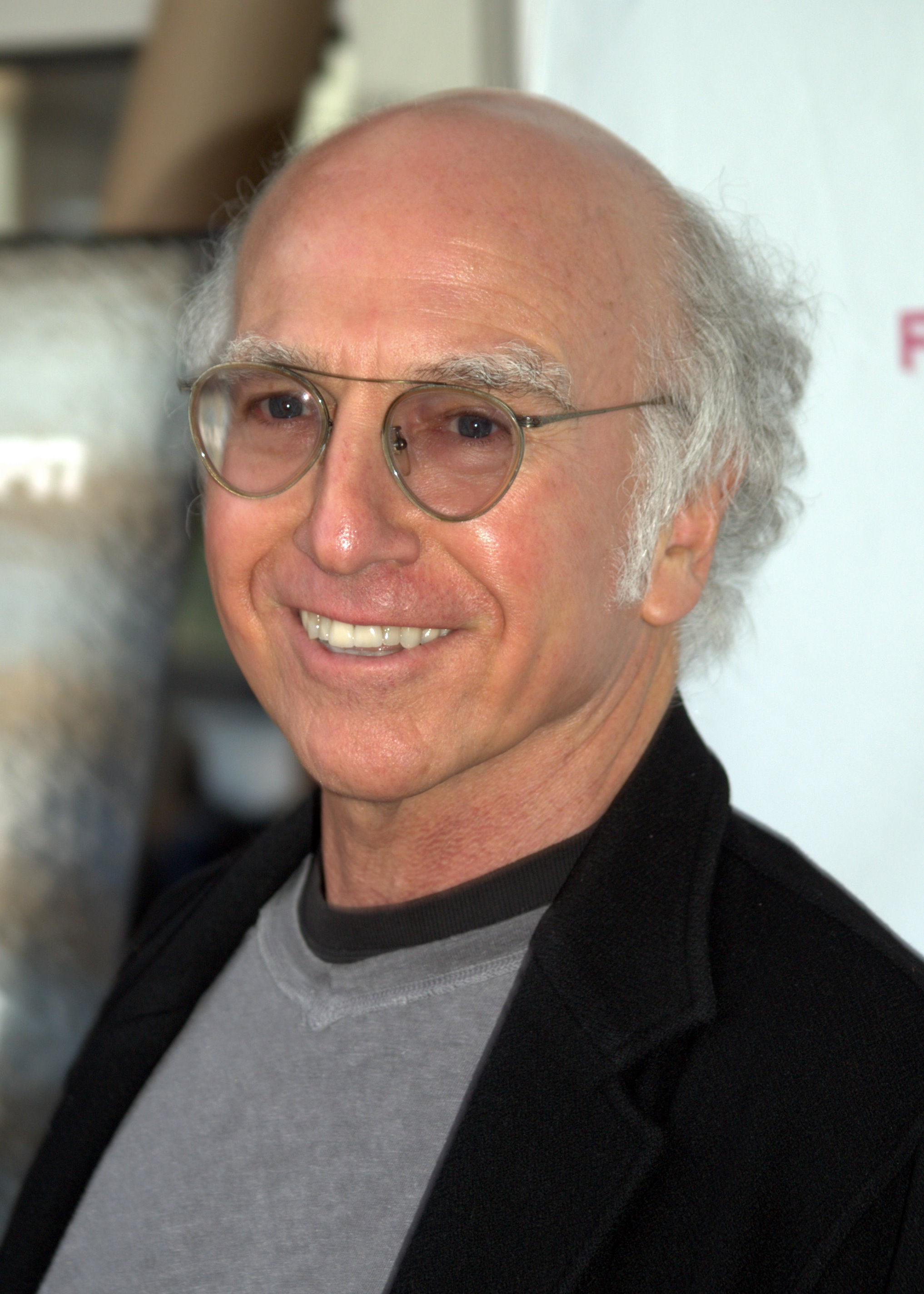
Larry David (1947)

- Barbara Boxer (née en 1940 à Brooklyn), femme politique progressiste, sénatrice de Californie ;
- John Gotti (1940 dans le Bronx-2002), gangster, parrain de la Famille Gambino de 1985 à 2002 ;
- Larry Brown (né en 1940), ancien joueur de basket-ball et entraîneur ;
- James Caan (né en 1940 dans le Bronx), acteur ;
- Al Pacino (né en 1940), acteur, réalisateur et producteur ;
- Peter Fonda (1940-2019), acteur, réalisateur, producteur et scénariste ;
- Robin Cook (né en 1940), écrivain ;
- Marv Albert (né en 1941 à Brooklyn), commentateur sportif ;
- Richie Havens (1941 à Brooklyn-2013), chanteur et guitariste ;
- Bernie Sanders (né en 1941 à Brooklyn), homme politique et sénateur ;
- Tommy Rettig (1941 à Brooklyn-1996), acteur ;
- Arthur Garfunkel (né en 1941), chanteur ;
- Harry Nilsson (1941-1994), chanteur, compositeur, acteur et scénariste ;
- Nora Ephron (1941-2012), journaliste, romancière, scénariste, réalisatrice et productrice ;
- Martin Scorsese (né en 1942 à Flushing), réalisateur, scénariste et producteur de cinéma ;
- Penny Marshall (née en 1942), actrice, réalisatrice et productrice ;
- Carole King (née en 1942), chanteuse, auteur-compositeur et musicienne ;
- Bob Gaudio (né en 1942 dans le Bronx), chanteur, auteur-compositeur et producteur de musique ;
- Andrew Robinson (né en 1942), acteur ;
- Susan Sullivan (née en 1942), actrice ;
- Barbra Streisand (née en 1942 à Brooklyn), actrice, chanteuse, réalisatrice et productrice ;
- Robert De Niro (né en 1943 dans le Bronx), acteur, réalisateur, et producteur ;
- Barry Manilow (né en 1943), compositeur, chanteur, acteur, présentateur et producteur ;
- Joan Van Ark (née en 1943), actrice ;
- Robert Walden (né en 1943), acteur ;
- Joe Massino (né en 1943 à Manhattan), gangster, parrain de la famille Bonanno de 1991 à 2004 ;
- George Cables (né en 1944 à Brooklyn), pianiste ;
- Glen Cook (né en 1944), écrivain de Dark fantasy ;
- Rudolph Giuliani (né en 1944 à Brooklyn), maire de New York de 1994 à 2001 ;
- Peter Criss (né en 1945 à Brooklyn), premier batteur du groupe Kiss ;
- Priscilla Presley (née en 1945 à Brooklyn), actrice, mannequin et écrivaine ;
- Nanette Workman, (née en 1945 à Brooklyn), chanteuse et actrice ;
- Barbara Anderson (née en 1945 à Brooklyn), actrice ;
- Ron Dante (né en 1945 à Staten Island), chanteur, auteur-compositeur et producteur de musique[13] ;
- Diahnne Abbott (née en 1945), actrice ;
- Sylvester Stallone (né en 1946 à Manhattan), acteur, réalisateur, scénariste et producteur de cinéma ;
- Patty Duke (1946-2016) actrice ;
- John Gossage (né en 1946), photographe ;
- Lesley Ann Warren (née en 1946), actrice ;
- Oliver Stone (né en 1946), réalisateur, scénariste et producteur de film ;
- Marv Wolfman (né en 1946), scénariste de comics ;
- Donald Trump (né en 1946), homme d'affaires, animateur de télévision, homme politique et président des États-Unis d’Amérique
- Kareem Abdul-Jabbar (né en 1947 à Harlem), ancien joueur de basket-ball ;
- Kathy Acker (1947 à Manhattan-1997), poète, romancière, essayiste et écrivain féministe pro-sexe ;
- Larry David (né en 1947 à Brooklyn), scénariste, acteur, producteur et réalisateur ;
- Richard Dreyfuss (né en 1947 à Brooklyn), acteur ;
- Eric Kaz (né en 1947 à Brooklyn), chanteur et compositeur ;
- Bruce Wasserstein (1947 à Brooklyn-2009), financier, fondateur de la banque d'affaire Wasserstein Perella ;
- Anne Sinclair (née en 1948), journaliste ;
- Carol Potter (née en 1948), actrice ;
- Nate Archibald (né en 1948), ancien joueur de basket-ball ;
- Erik Estrada (né en 1949), acteur et producteur de cinéma ;
- Jonathan Carroll (né en 1949), écrivain de fantasy ;
- Maury Chaykin (1949 à Brooklyn-2010), acteur et producteur de cinéma ;
- Sigourney Weaver (née en 1949), actrice ;

### 1950-1959

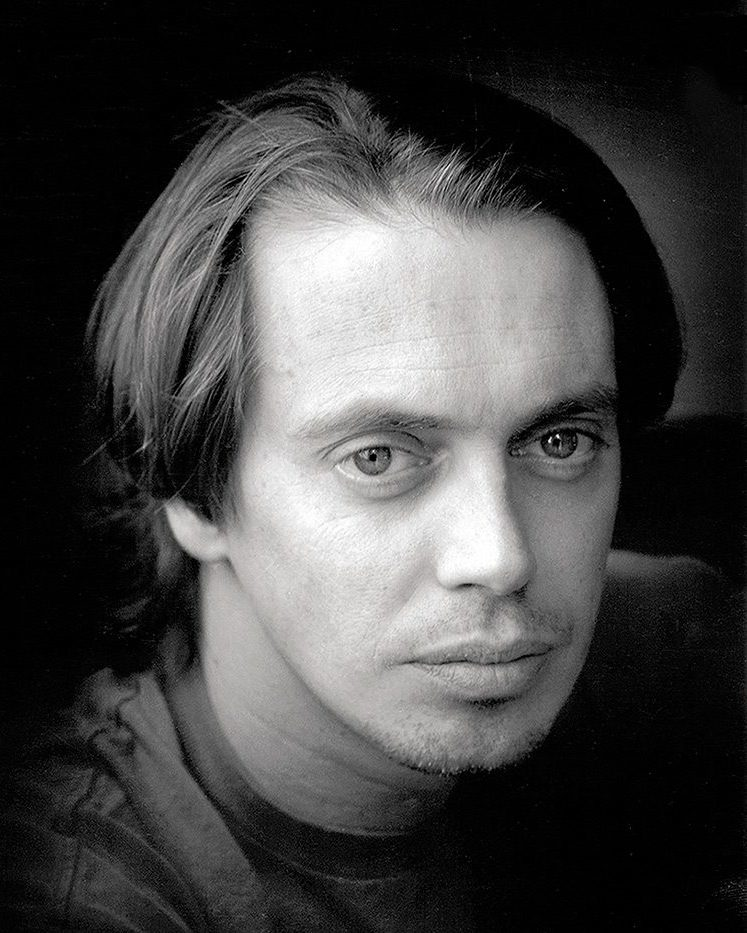
Steve Buscemi (1957)

- Eric Carr (1950 à Brooklyn-1991), batteur du groupe Kiss ;
- David Cassidy (né en 1950), acteur, producteur, scénariste et compositeur ;
- James Conlon (né en 1950), chef d'orchestre[14] ;
- Eddie Hazel (1950 à Brooklyn-1992), guitariste funk du groupe Funkadelic ;
- Alan Silvestri (né en 1950), compositeur de musique de film ;
- Alan Zweibel (né en 1950 à Brooklyn), acteur, scénariste, producteur et réalisateur ;
- Lou Ferrigno (né en 1951), culturiste et acteur ;
- Pamela Bellwood (née en 1951), actrice ;
- Richard Thomas (né en 1951), acteur, producteur et réalisateur ;
- Ben Katchor (né en 1951 à Brooklyn), auteur de bande dessinée ;
- Bob Costas (1952 au Queens), commentateur sportif ;
- Harvey Weinstein (1952 au Queens), producteur de cinéma ;
- Laura Branigan (née en 1952 à Brewster - 2004 East Quogue) chanteuse, actrice américaine
- Pat Benatar (née en 1953 à Brooklyn), chanteuse ;
- Laura García Lorca (née en 1953 à New York), actrice espagnole, dirigeante de la Huerta de San Vicente, musée consacré à la mémoire de son oncle, le poète Federico García Lorca, à Grenade, en Andalousie.
- David Pat
- Lorraine Bracco (née en 1954 à Brooklyn), actrice et réalisatrice américaine ;
- Bruce Altman (né en 1955 à Bronx), acteur ;
- Angie Anakis (née en 1955), artiste peintre ;
- Whoopi Goldberg (née en 1955), actrice, humoriste, productrice ;
- Connie Sellecca (né en 1955 à Brooklyn), actrice ;
- Bob DeMeo (né en 1955 à Brooklyn), batteur de jazz ;
- Tanya Roberts (né en 1955), actrice et productrice ;
- Christopher Tyng (né en 1955 à Brooklyn), compositeur de musique de film ;
- Gregory Abbott (né en 1956), chanteur de soul ;
- Jon Hess (né en 1956), réalisateur et producteur ;
- David Caruso (né en 1956 à Queens), acteur et photographe ;
- Melanie Griffith (née en 1957), actrice ;
- Charles Adler (né en 1957 à Brooklyn), acteur, scénariste et réalisateur ;
- Steve Buscemi (né en 1957 à Brooklyn), acteur et réalisateur ;
- Fran Drescher (née en 1957), actrice ;
- Nana Visitor (née en 1957), actrice ;
- Irene Cara (née en 1959 dans le Bronx), actrice, chanteuse, danseuse et chorégraphe ;
- Marcus Miller (né en 1959 à Brooklyn), clarinettiste, bassiste, compositeur de jazz fusion ;
- Steve Stevens (né en 1959 à Brooklyn), guitariste ;

### 1960-1969

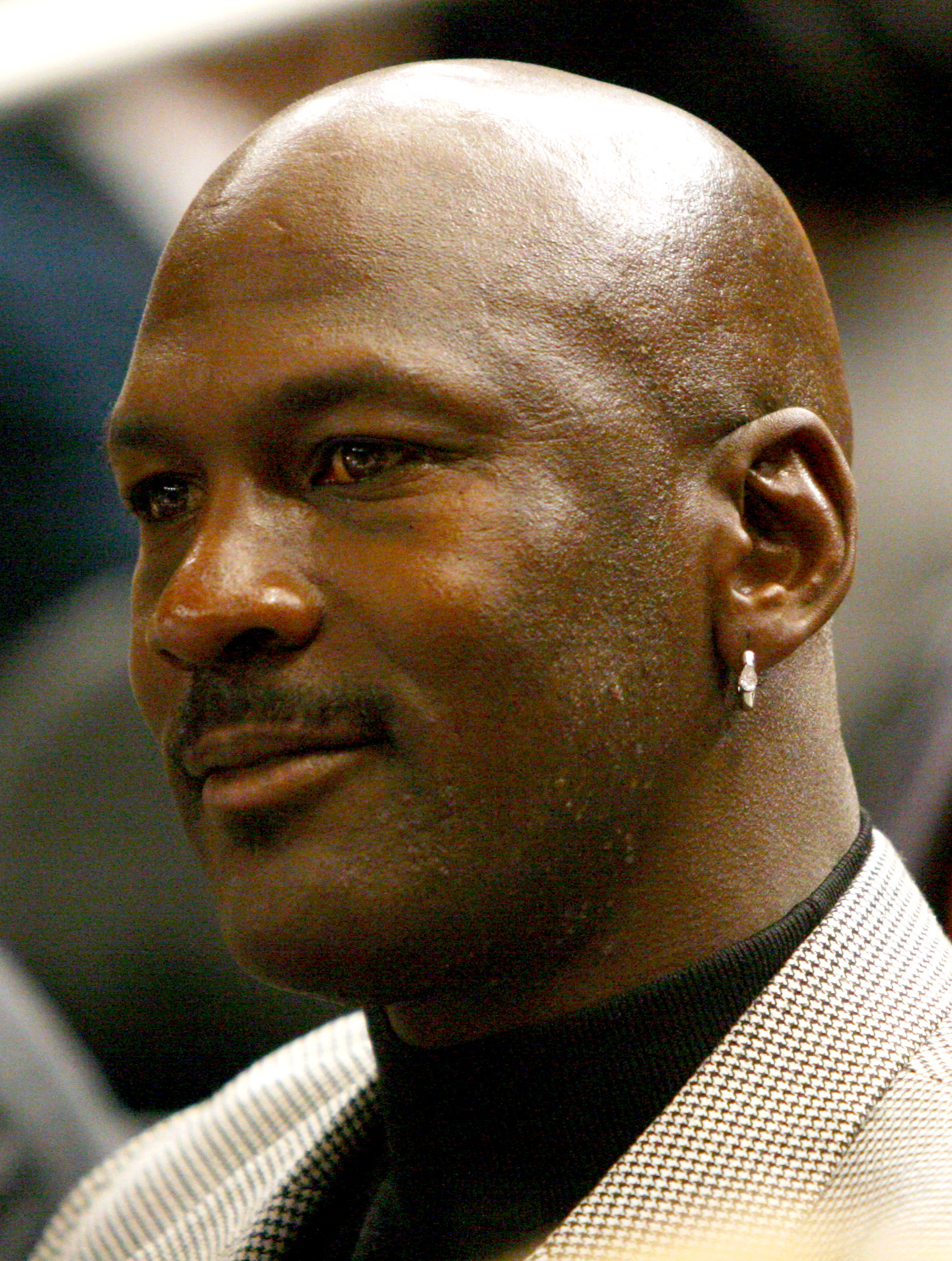
Michael Jordan (1963)

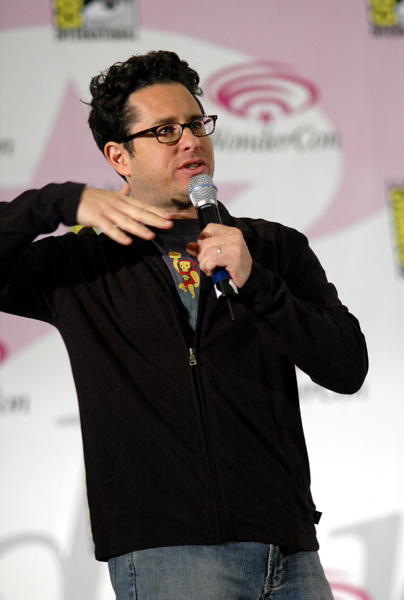
J. J. Abrams (1966)

- Radames Pera (né en 1960), acteur ;
- Jennifer Grey (née en 1960), actrice ;
- Scott Baio (né en 1961 à Brooklyn), acteur, réalisateur, scénariste et producteur ;
- Ann Coulter (née en 1961), commentatrice politique, auteur de best-sellers, conférencière et polémiste républicaine ;
- Eddie Murphy (né en 1961), acteur, chanteur, humoriste et producteur ;
- Lee Curreri (né en 1961), acteur ;
- Anthony Cumia (né en 1961), animateur de radio
- Kurt McKinney (né en 1962), acteur et sportif ;
- Alison Arngrim (née en 1962), actrice ;
- Matthew Broderick (né en 1962), acteur et producteur ;
- Phoebe Cates (née en 1963), actrice ;
- Michael Jordan (né en 1963 à Brooklyn), ancien joueur de basket-ball et de baseball, acteur et créateur d'une écurie de superbike ;
- Alexandra Paul (née en 1963), actrice ;
- Hank Azaria (né en 1964 à Queens), acteur, producteur, réalisateur et scénariste, voix originale de Moe Szyslak de la série animée Les Simpson ;
- Erica Gimpel (née en 1964), actrice et chanteuse ;
- Boris Johnson (né en 1964), homme politique, journaliste et maire de Londres ;
- Lenny Kravitz (né en 1964), chanteur et musicien ;
- Laura Linney (née en 1964), actrice ;
- Brooke Shields (née en 1965), actrice ;
- Noah Emmerich (né en 1965), acteur ;
- Charlie Sheen (né en 1965), acteur, scénariste et producteur ;
- Kyra Sedgwick (née en 1965), actrice et productrice ;
- Moby (né en 1965 à Manhattan), disc-jockey et producteur de musique électronique ;
- Don McPherson (en) (né en 1965 à Brooklyn), quarterback ;
- Ben Stiller (né en 1965), acteur, humoriste, réalisateur, scénariste et producteur de cinéma ;
- Robert Downey Jr. (né en 1965), acteur ;
- J. J. Abrams (né en 1966), acteur, scénariste, réalisateur et producteur de cinéma ;
- David Schwimmer (né en 1966 à Queens), acteur et réalisateur ;
- Riddick Bowe (né en 1966 à Brooklyn), boxeur ;
- JD Cullum (de) (né en 1966), acteur et directeur de théâtre ;
- Mike Tyson (né en 1966 à Brooklyn), boxeur ;
- Anderson Cooper (né en 1967), journaliste et un animateur de télévision ;
- Lloyd Daniels (né en 1967 à Brooklyn), joueur de basket-ball ;
- Eric Close (né en 1967 à Staten Island), acteur ;
- Yasmine Bleeth (née en 1968), actrice ;
- Michael Weatherly (né en 1968), acteur et chanteur ;
- Eric Bobo (né en 1968), percussionniste latino ;
- Jorja Fox (née en 1968), actrice ;
- Jay-Z (né en 1969 à Brooklyn), rappeur ;
- Noah Baumbach (né en 1969 à Brooklyn), réalisateur ;
- Jennifer Lopez (née en 1969 dans le Bronx), chanteuse, actrice, femme d'affaires ;
- Jennifer Aniston (née en 1969), actrice, réalisatrice et productrice ;
- Andrea Elson (née en 1969), actrice ;
- Kim Fields (née en 1969), actrice, réalisatrice, productrice et scénariste ;
- Kim Raver (née en 1969), actrice

### 1970-1979

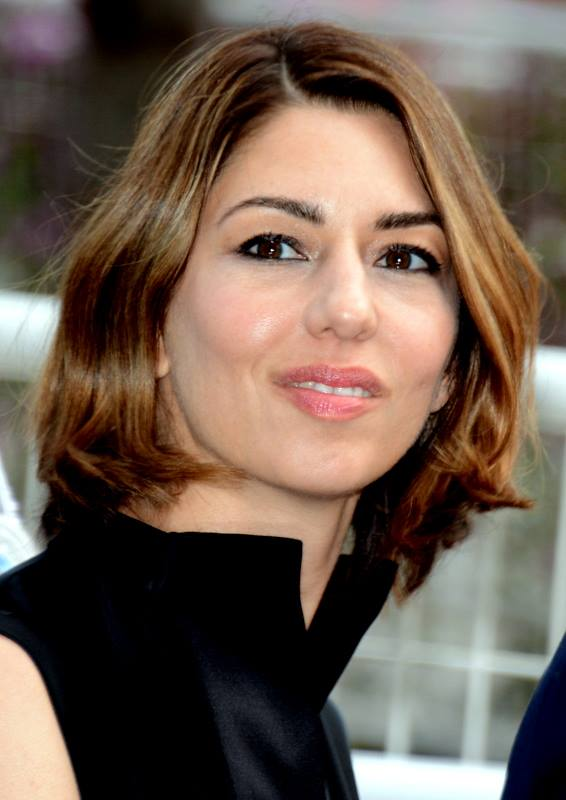
Sofia Coppola (1971)

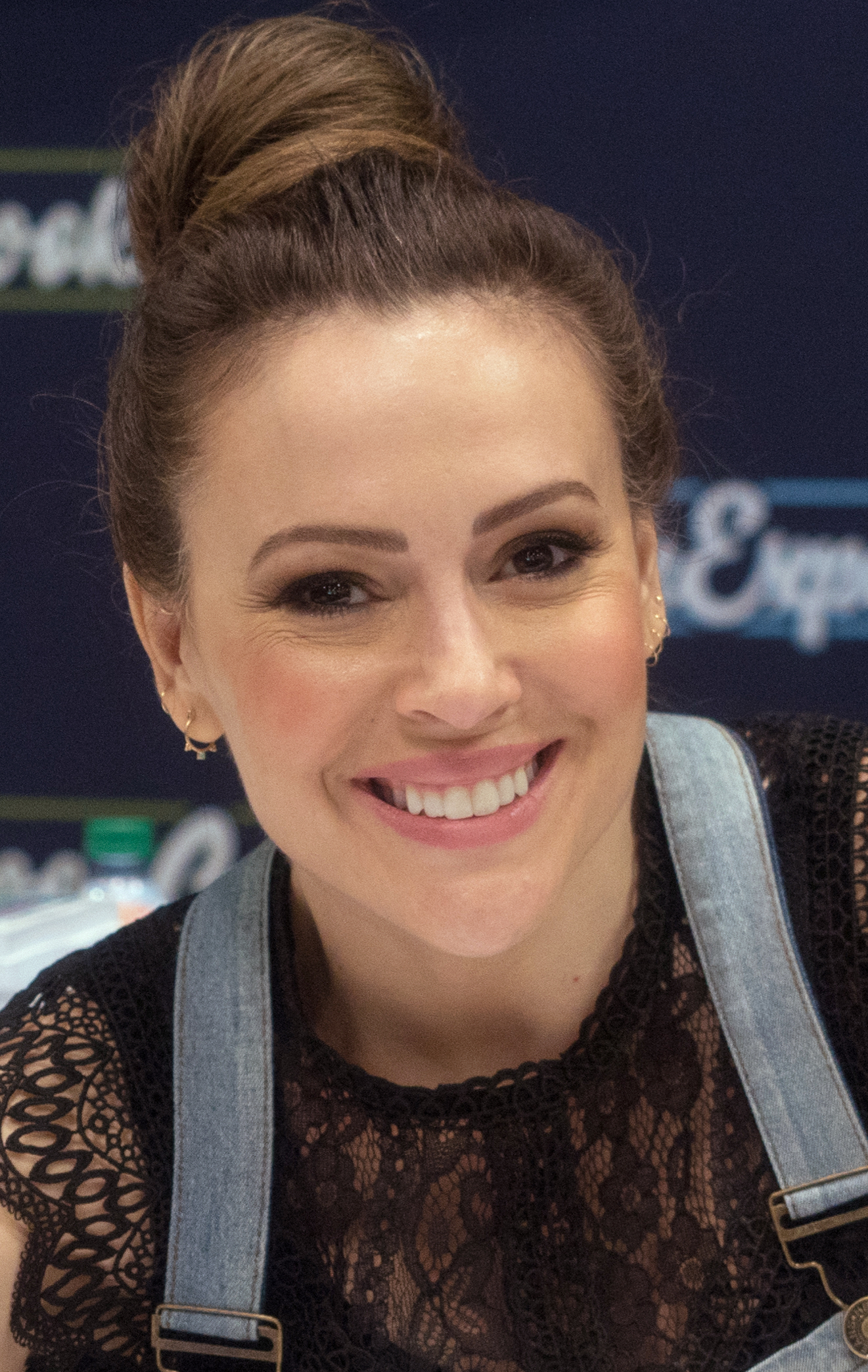
Alyssa Milano (1972)

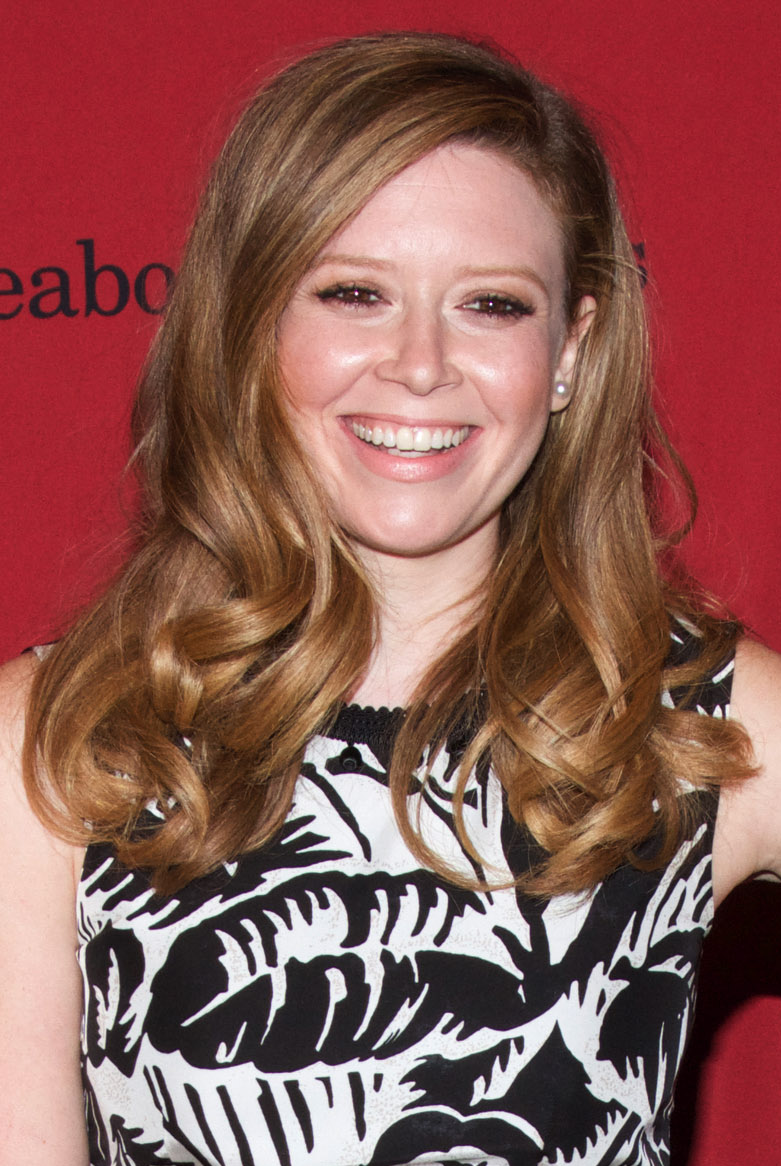
Natasha Lyonne (1979)

- Joseph Baldwin (né en 1970), acteur, scénariste, producteur et réalisateur ;
- Julie Chen (née en 1970 au Queens), journaliste et productrice pour la chaîne CBS ;
- Fat Joe (né en 1970 dans le Bronx), rappeur et graffeur ;
- Michael Rapaport (né en 1970), acteur et réalisateur ;
- Sofia Coppola (née en 1971), réalisatrice, actrice, productrice et scénariste ;
- Tupac Shakur (1971 à Spanish Harlem-1996), rappeur, acteur ;
- Elvis Crespo (né en 1971), chanteur de merengue et de salsa ;
- Kristine Lilly (née en 1971), joueuse de football ;
- Lucy Deakins (née en 1971), ancienne actrice, aujourd'hui avocate ;
- Christopher Wallace (1972 à Brooklyn-1997), rappeur, surtout connu sous le nom de The Notorious B.I.G. ;
- Alyssa Milano (née en 1972 à Brooklyn), actrice, productrice, et ancienne chanteuse ;
- Nas (né en 1973 dans le Queens), rappeur ;
- David Blaine (né en 1973 à Brooklyn), prestidigitateur et cascadeur ;
- Kareem Campbell (né en 1973 à Harlem), skateboarder ;
- Jennifer Esposito (né en 1973 à Brooklyn), actrice ;
- Asia Carrera (née en 1973), actrice de films pornographiques ;
- Jeremy Akers (né en 1974), joueur de football américain ;
- Jerry O'Connell (née en 1974), acteur, réalisateur, scénariste et producteur de cinéma ;
- Frederick Koehler (né en 1975 à Jackson Heights), acteur ;
- Alex Rodriguez (né en 1975 à Manhattan), joueur de baseball et plus jeune joueur ayant frappé 500 circuits ;
- Rafer Alston (né en 1976 dans le Queens), joueur de basket-ball ;
- Sheek Louch (né en 1976 à Brooklyn), rappeur ;
- Peter Sollett (né en 1976 à Brooklyn), scénariste et réalisateur ;
- Jon Huertas (né en 1976), acteur ;
- Jon Abrahams (né en 1977), acteur ;
- Sarah Michelle Gellar (née en 1977), actrice, productrice, entrepreneuse et ancienne mannequin ;
- Nelson Erazo (né en 1977 à Brooklyn), catcheur ;
- Barrett Foa (né en 1977 à Manhattan), acteur ;
- Randy Napoleon (né en 1977 à Brooklyn), guitariste de jazz, membre du quartet de Freddy Cole ;
- Stephon Marbury (né en 1977 à Brooklyn), joueur de Basket-ball :
- Kerry Washington (née en 1977 dans le Bronx), actrice ;
- Nate Ackerman (en) (né en 1978), mathématicien et Lutteur ;
- Topher Grace (né en 1978), acteur ;
- Eddie Cahill (né en 1978), acteur ;
- Daniella Alonso (née en 1978), actrice ;
- Aaliyah (1979 à Brooklyn-2001), chanteuse de R'n'B, actrice et danseuse ;
- Claire Danes (née en 1979 à Manhattan), actrice ;
- Rosario Dawson (née en 1979), actrice ;
- Lamar Odom (né en 1979 à Jamaica), joueur de basket-ball ;
- Natasha Lyonne (née en 1979 à Manhattan), actrice

### 1980-1989

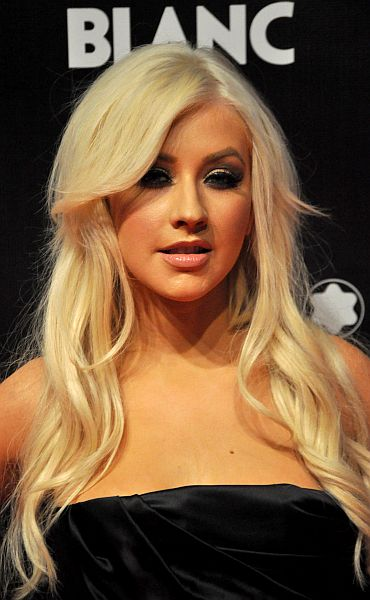
Christina Aguilera (1980)

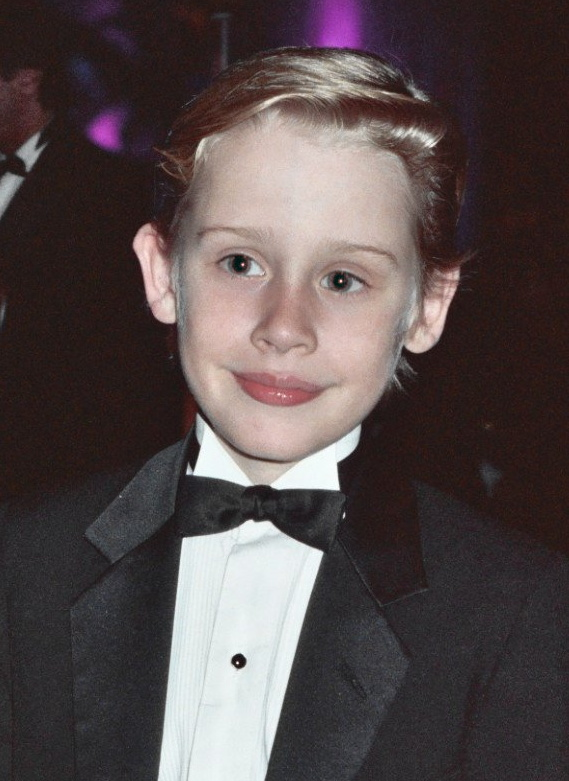
Macaulay Culkin, photo de 1991 (1980)

- Christina Aguilera (née en 1980 à Staten Island), chanteuse ;
- Macaulay Culkin (né en 1980), acteur ;
- Eddie Kaye Thomas (né en 1980), acteur ;
- Paris Hilton (née en 1981), l’une des héritières de la chaîne des hôtels Hilton. Mannequin, chanteuse, actrice et jet setteuse ;
- Alicia Keys (née en 1981), chanteuse
- Kieran Culkin (né en 1982), acteur ;
- Anne Hathaway (née en 1982), actrice ;
- Shad Gaspard (né en 1982 à Brooklyn), catcheur professionnel ;
- Justin Gatlin (né en 1982), athlète ;
- Wolé Parks (né en 1982), acteur ;
- Jessica Caban (née en 1982) actrice ;
- Peter Cincotti (né en 1983), auteur-compositeur-interprète de jazz ;
- Jake Silbermann (né en 1983), acteur ;
- Carmelo Anthony (né en 1984), joueur de basket-ball ;
- Scarlett Johansson (née en 1984), actrice et chanteuse ;
- Stanley Jones (née le 20 juin 1984), personnage d'Obscure.
- Jayson Paul (né en 1984 à Brooklyn), catcheur professionnel ;
- Charlie Villanueva (né en 1984 dans le Queens), joueur de basket-ball ;
- Joakim Noah (né en 1985), joueur de basket-ball
- Billy Magnussen (né en 1985), acteur ;
- Sebastian Telfair (né en 1985 à Brooklyn), joueur de Basket-ball ;
- Lana Del Rey (née en 1986 à Manhattan), chanteuse ;
- Lady Gaga née sous le nom de Stefani Germanotta (née en 1986 à Manhattan), chanteuse ;
- Lea Michele (née en 1986 dans le Bronx), actrice ;
- Lindsay Lohan (née en 1986), actrice ;
- Spencer Treat Clark (né en 1987), acteur ;
- E. J. Bonilla (né en 1988), acteur ;
- Rory Culkin (né en 1989), acteur ;
- Bonnie Dennison (né en 1989), actrice ;
- Mama Cax (née en 1989 et morte en 2019), mannequin et activiste pour les droits des personnes handicapées.

### 1990-1999

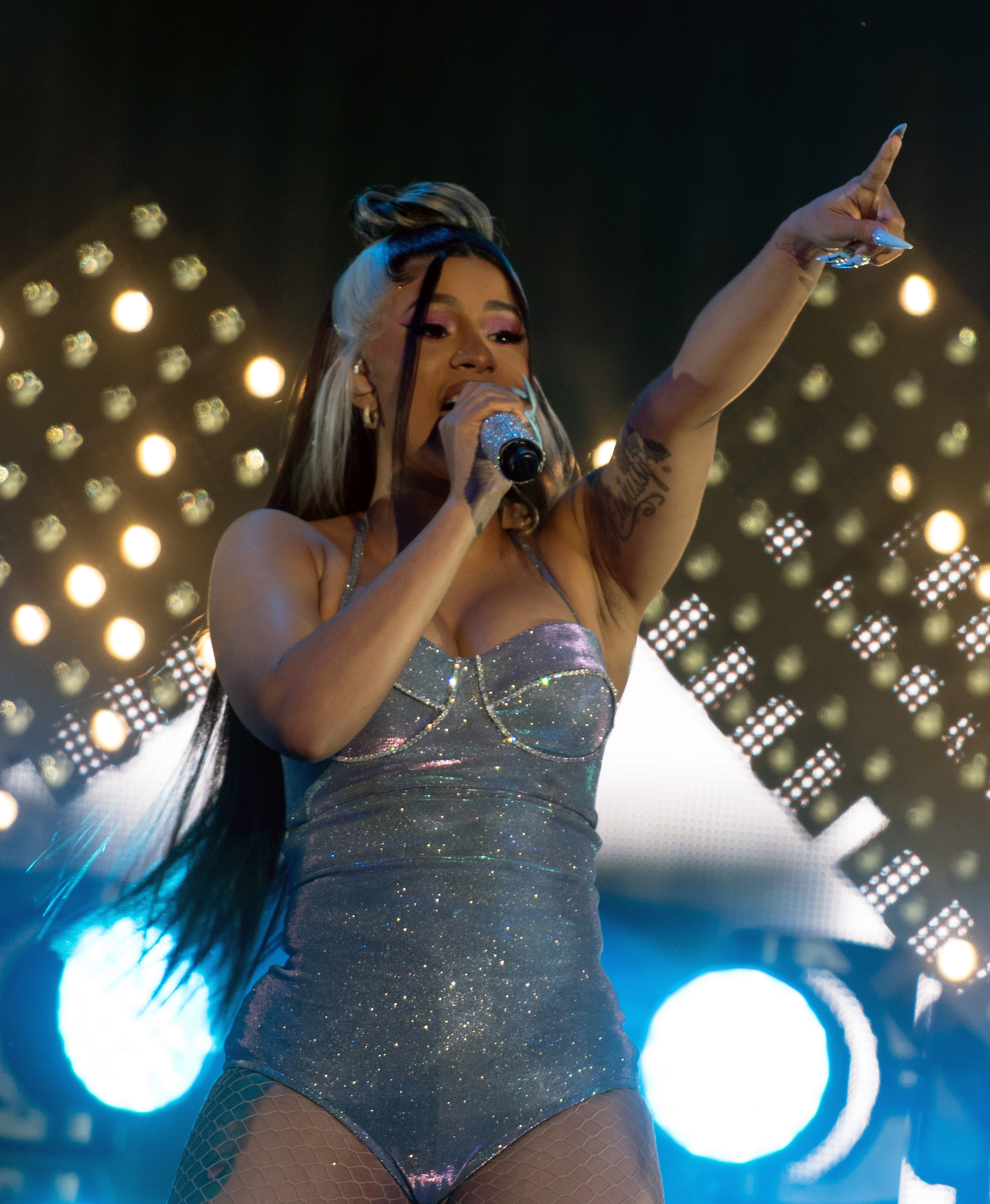
Cardi B (1992)

- Liam Aiken (né en 1990 à New-York), acteur ;
- Bjørn Johnsen (né en 1991 à New-York), footballeur norvégien ;
- Christian Navarro (né en 1991 à New-York), acteur ;
- Dylan O'Brien (né en 1991 à New-York), acteur ;
- Fafà Picault (né en 1991 à New-York), joueur de soccer ;
- Gōtoku Sakai (né en 1991 à New-York), footballeur japonais ;
- Abby Stein (née en 1991 à New-York), activiste transgenre, journaliste et mannequin ;
- Coco Vandeweghe (née en 1991 à New-York), joueuse de tennis ;
- Jeremy Allen White (né en 1991 à New-York), acteur ;
- Cardi B (née en 1992 dans le Bronx), rappeuse ;
- Spencer Breslin (né en 1992 à New-York), acteur ;
- Miles Robbins (né en 1992 à New-York), acteur et musicien ;
- Michael Salazar (né en 1992 à New-York), footballeur international bélizien ;
- Taro Daniel (né en 1993 à New-York), joueur de tennis japonais ;
- Chukwuebuka Enekwechi (né en 1993 dans le Queens), athlète ;
- Maurice Harkless (né en 1993 à New-York), joueur de basket-ball ;
- Aliana Lohan (née en 1993 à New-York), mannequin, actrice et chanteuse ;
- Madeleine Martin (née en 1993 à New-York), actrice de série télévisée américano-canadienne ;
- Haley Mendez (née en 1993 à New-York), joueuse professionnelle de squash ;
- Cayman Togashi (né en 1993 à New-York), footballeur japonais ;
- Moisés Arias (né en 1994 à New York), acteur ;
- Jake T. Austin (né en 1994 à New York), acteur ;
- Lucy Boynton (née en 1994 à New York), actrice ;
- Ansel Elgort (né en 1994 à New York), acteur, chanteur et DJ ;
- India Ennenga (née en 1994 à New York), actrice de télévision ;
- Erin Moriarty (née en 1994 à New York), actrice ;
- Saoirse Ronan (née en 1994 à New York), actrice ;
- Timothée Chalamet (né en 1995 à New-York), acteur franco-américain ;
- Leslie Grace (née en 1995 à New-York), chanteuse américaine ;
- Melanie Martinez (née en 1995 à New York), auteure-compositrice-interprète, productrice, réalisatrice et actrice ;
- Quinn Shephard (née en 1995 à New York), actrice, scénariste, réalisatrice et productrice ;
- Abigail Breslin (née en 1996 à New-York), actrice ;
- Maxwell Jacob Friedman (né en 1996 à New-York), catcheur ;
- Yuka Momiki (née en 1996 à New-York), joueuse internationale de football japonaise ;
- Christopher Wallace Jr. (né en 1996 à New-York), acteur ;
- Paula Badosa (née en 1997 à New-York), joueuse de tennis espagnole ;
- Max Hechtman (née en 1997 à New-York), cinéaste, monteur vidéo et vidéaste ;
- Elena Kampouris (née en 1997 à New-York), actrice ;
- Giorgia Whigham (née en 1997 à New-York), actrice.